# 伊豆市
伊豆市（いずし）は、静岡県の伊豆半島中央部に位置する市。この半島で最大の面積を占める基礎自治体である。

## 概要
平成の大合併のピーク期あたりの2004年の4月1日に、伊豆半島中北部の4町、田方郡修善寺町・土肥町・天城湯ケ島町・中伊豆町が合併し伊豆市が発足した。
伊豆市は県の面積の4.1%を占め、現在、浜松市・静岡市・川根本町に次いで4番目に広い基礎自治体である。このように広大な面積を有しているが、深山な伊豆半島に位置するため、市域の67%は山林で占められており、可住地面積は17.3%程で、人家の多くは狩野川とその支流の脇のわずかな平地に集まる。
山稜部や海岸部は富士箱根伊豆国立公園に指定されている。また、修善寺、湯ヶ島、土肥など自然環境を活かした特色のある温泉地を有する。

## 地理
市域の多くが、伊豆半島のおよそ標高500〜1,000メートル (m) 級の分水嶺に囲まれる。そのために市域は分水嶺内側の狩野川水系上流域を占める内陸部と、駿河湾に接する海岸部の二つに大別される。この二つの地域間には標高約570 mの船原峠があり、移動において地域住民の地理的・心理的障壁となっており、生活圏の境界にもなっている。海岸部は内陸部に比べ、暖流である黒潮の影響で幾分か温暖である。
今後発生が予見されている南海トラフ巨大地震の際には、市内の海岸に最大8mの津波が到達することが予想されている。
市域はかつて火山島であった伊豆半島にあるため、火山活動に由来する地形が残る。先述の市域を囲む分水嶺の山稜も大型火山が侵食されて形成されたもので、内陸側のすそ野には大型火山の名残の比較的緩やかな山並みが続く地域もあり、北部域ではゴルフ場や別荘地、テーマパークとして利用されている。これら大型火山の活動はすでに終えているが、半島西部の伊豆東部火山群は現在も活動中であり、それら単成火山が造りだした地形も市内に多く存在するが認知度は低い。
気候は一般的に温暖な地域と認識されている伊豆半島であっても、天城山近くの山間部では積雪のある年も珍しくない。この天城山では年間降水量が4,000ミリメートル (mm) を超えることもある多雨地帯である。

### 広袤（こうぼう）
国土地理院の全国都道府県市区町村別面積調によると、伊豆市の面積は363.97平方キロメートル (km2) である。
国土地理院によると伊豆市の東西南北それぞれの端は以下の位置。北端は巣雲山の北北西約1キロメートル (km) 、東端は冷川峠の北北東約4 km、南端は天城峠の西約1 km、西端は恋人岬である。また、2010年国勢調査結果に基く人口重心は大平にある。
|                                                                           | 北端 北緯35度00分58秒 東経139度01分56秒 / 北緯35.01611度 東経139.03222度 ↑ | 人口重心 北緯34度57分00.69秒 東経138度55分54.53秒 / 北緯34.9501917度 東経138.9318139度 |
| 西端 北緯34度52分06秒 東経138度45分10秒 / 北緯34.86833度 東経138.75278度← | 市役所 北緯34度58分36秒 東経138度56分49秒 / 北緯34.97667度 東経138.94694度 | 東端 →北緯34度59分00秒 東経139度04分09秒 / 北緯34.98333度 東経139.06917度              |
|                                                                           | ↓ 南端 北緯34度49分35秒 東経138度55分18秒 / 北緯34.82639度 東経138.92167度 |                                                                                        |

### 主な地形
- 山：天城山、達磨山、城山、巣雲山、伊豆東部火山群
- 峠：天城峠、船原峠、戸田峠、冷川峠、仁科峠、鹿路庭峠、柏峠
- 川：狩野川、修善寺川、大見川、山川
- 滝：浄蓮の滝、万城の滝、旭滝
- 湖：八丁池、早霧湖（人造湖）
- 海：駿河湾
- 断層：北伊豆断層帯

## 歴史・出来事

### 市発足まで
- 680年：駿河国より一部を分離して伊豆国が設けられた。
- 1203年：鎌倉幕府第2代将軍源頼家が修禅寺に幽閉され、翌年に暗殺された。
- 1362年：畠山国清が修善寺城を含めた3城で鎌倉公方勢を迎え打つ。

近代以降
- 1868年（明治元年）：廃藩置県で韮山県が成立。
- 1871年（明治4年）11月14日：第1次府県統合により小田原県、荻野山中県、韮山県が統合足柄県が発足。
- 1876年（明治9年）8月21日：足柄県が分割され静岡県と神奈川県に編入。
- 1904年（明治37年）：天城山を貫く旧天城トンネルが開通。南伊豆から中伊豆への移動が容易になる。
- 1906年（明治39年）：現在の静岡県道12号伊東修善寺線が県道伊東大仁線として冷川峠ルートで開通。
- 1924年（大正13年）8月1日：伊豆箱根鉄道駿豆線の大仁駅から修善寺駅間が開業。
- 1930年（昭和5年）11月26日：北伊豆地震が発生。伊豆半島北部で大きな被害を出す。
- 1937年（昭和12年）3月15日 ：持越鉱山でガス爆発事故が発生、24人以上が死亡[11]5月19日には277人の解雇が発表されてストライキが行われた[12]。
- 1958年（昭和33年）9月27日：狩野川台風によって狩野川流域で甚大な被害を出す。
- 1964年（昭和39年）：修善寺ロープウェイが城山の北西に開業。
- 1964年（昭和39年）5月15日：伊豆スカイラインの巣雲山から冷川ICまでが供用開始。
- 1964年（昭和39年）10月1日：伊豆スカイラインの冷川ICから天城高原ICまでが供用開始。
- 1969年（昭和44年）8月30日：西伊豆スカイラインが供用開始。
- 1970年（昭和45年）4月1日：新天城トンネルが供用開始。
- 1974年（昭和49年）5月9日：伊豆半島沖地震が発生。
- 1978年（昭和53年）1月14日：伊豆大島近海の地震が発生。持越鉱山の鉱滓ダムが決壊、シアン化物が狩野川へ流出。
- 1978年（昭和53年）7月1日：中伊豆バイパスが供用開始。
- 1980年（昭和55年）9月27日：西伊豆バイパスが供用開始。
- 1992年（平成4年）9月19日：伊豆縦貫自動車道（修善寺道路）の熊坂IC - 修善寺ICが供用開始。

### 市発足から
- 2004年（平成16年）4月1日：田方郡修善寺町・土肥町・天城湯ケ島町・中伊豆町の4町が合併、伊豆市発足。
- 2004年（平成16年）10月9日：台風22号が土肥峠付近に上陸。天城湯ケ島地区で死者1名のほか、修善寺地区の修善寺温泉で修善寺川が氾濫し被害を出す。
- 2006年（平成18年）4月21日：伊豆半島東方沖地震が発生し、修善寺地区で震度5弱を記録。
- 2009年（平成21年）8月11日：駿河湾地震が発生。天城湯ケ島地区で震度6弱を観測。伊豆市内で震度6弱を記録するのは、気象庁に記録の残る1919年以降初[13]。
- 2012年（平成24年）11月10日：第36回全国育樹祭が開催され、あまぎの森会場において当時の皇太子臨席のもと、手入れの行事が行われた。
- 2013年（平成25年）6月28日：コミュニティラジオ局の「FM IS」（エフエム イズ、愛称：みらいずステーション）開局。

### 行政区域の変遷
| 修善寺村 | 修善寺町 大正13年 | 修善寺町 昭和31年 | 修善寺町 昭和34年 *北狩野村の一部は 大仁町へ編入 | 伊豆市 平成16年 出典 |
| 下狩野村 |                   | 修善寺町 昭和31年 | 修善寺町 昭和34年 *北狩野村の一部は 大仁町へ編入 | 伊豆市 平成16年 出典 |
| 北狩野村 |                   |                   | 修善寺町 昭和34年 *北狩野村の一部は 大仁町へ編入 | 伊豆市 平成16年 出典 |
| 土肥村   | 土肥村 明治22年   | 土肥町 昭和13年   | 土肥町 昭和31年                                  | 伊豆市 平成16年 出典 |
| 小土肥村 | 土肥村 明治22年   | 土肥町 昭和13年   | 土肥町 昭和31年                                  | 伊豆市 平成16年 出典 |
| 八木沢村 | 西豆村 明治22年   | 西豆村 明治22年   | 土肥町 昭和31年                                  | 伊豆市 平成16年 出典 |
| 小下田村 | 西豆村 明治22年   | 西豆村 明治22年   | 土肥町 昭和31年                                  | 伊豆市 平成16年 出典 |
| 中狩野村 | 中狩野村          | 中狩野村          | 天城湯ケ島町 昭和35年                            | 伊豆市 平成16年 出典 |
| 上狩野村 |                   |                   | 天城湯ケ島町 昭和35年                            | 伊豆市 平成16年 出典 |
| 上大見村 | 上大見村          | 上大見村          | 中伊豆町 昭和33年                                | 伊豆市 平成16年 出典 |
| 中大見村 |                   |                   | 中伊豆町 昭和33年                                | 伊豆市 平成16年 出典 |
| 下大見村 |                   |                   | 中伊豆町 昭和33年                                | 伊豆市 平成16年 出典 |

## 人口
市の発足前から人口の減少は進んでおり、発足時(2004年)の人口は38,108人であった。
| |                                        |  |
| 伊豆市と全国の年齢別人口分布（2005年） | 伊豆市の年齢・男女別人口分布（2005年） |  |
| ■紫色 ― 伊豆市 ■緑色 ― 日本全国 | ■青色 ― 男性 ■赤色 ― 女性              |  |
| 伊豆市（に相当する地域）の人口の推移 \| 1970年（昭和45年） \| 40,875人 \| \| \| 1975年（昭和50年） \| 40,561人 \| \| \| 1980年（昭和55年） \| 39,915人 \| \| \| 1985年（昭和60年） \| 39,769人 \| \| \| 1990年（平成2年） \| 38,999人 \| \| \| 1995年（平成7年） \| 39,426人 \| \| \| 2000年（平成12年） \| 38,581人 \| \| \| 2005年（平成17年） \| 36,627人 \| \| \| 2010年（平成22年） \| 34,202人 \| \| \| 2015年（平成27年） \| 31,317人 \| \| \| 2020年（令和2年） \| 28,190人 \| \| |                                        |  |
| 総務省統計局 国勢調査より |                                        |  |
| 1970年（昭和45年） | 40,875人                               |  |
| 1975年（昭和50年） | 40,561人                               |  |
| 1980年（昭和55年） | 39,915人                               |  |
| 1985年（昭和60年） | 39,769人                               |  |
| 1990年（平成2年） | 38,999人                               |  |
| 1995年（平成7年） | 39,426人                               |  |
| 2000年（平成12年） | 38,581人                               |  |
| 2005年（平成17年） | 36,627人                               |  |
| 2010年（平成22年） | 34,202人                               |  |
| 2015年（平成27年） | 31,317人                               |  |
| 2020年（令和2年） | 28,190人                               |  |

### 対策
市街地再開発事業
伊豆市では人口減少を食い止め、伊豆箱根鉄道駿豆線を利用した沼津・三島地区のベッドタウン化を現在以上に遂げて人口増加へ繋げるために、修善寺駅を主とした市街地再開発事業が進められている。主な内容は、修善寺駅舎の建て替え・北口の新設、駅南・駅北地区の連絡通路の新設、駅北広場の廃止し大型駐車場新設、新しい広場の設置、歩道の再整備など。修善寺駅周辺市街地の再開発完了後には牧之郷駅の駅舎建て替え・マンション新設などの整備も検討されている。

## 行政

### 市長
| 代    | 氏名     | 就任日        | 退任日        |
| ----- | -------- | ------------- | ------------- |
| 初代  | 大城伸彦 | 2004年4月25日 | 2008年4月24日 |
| 2-4代 | 菊地豊   | 2008年4月25日 | 現職          |

### 市役所
- 本庁（修善寺地区）
- 支所：修善寺支所（本庁内）、土肥支所、天城湯ケ島支所、中伊豆支所

### 警察・消防
- 警察 - 大仁警察署

市内に警察署は存在しないが、天城湯ヶ島地区に警察庁関東管区警察局の通信施設が存在する。市全域が伊豆の国市にある大仁警察署の管轄になる。大仁警察署は伊豆の国市と伊豆市の境界の至近に置かれている。
- 消防－田方南消防署（2008年4月に、市街地郊外に新設された。）
- 消防－田方南消防署西出張所

### 行政区
- 修善寺（しゅぜんじ）地区 - 旧修善寺町
  - 旧北狩野村地区
    - 大野（おおの） - 旧大野村
    - 牧之郷（まきのこう） - 旧牧之郷村
    - 柏久保（かしわくぼ） - 旧柏久保村
    - 年川（としがわ） - 旧年川村

  - 旧修善寺町地区（狭義）
    - 瓜生野（うりゅうの） - 旧瓜生野村
    - 熊坂（くまさか） - 旧熊坂村
    - 堀切（ほりぎり） - 旧堀切村
    - 大沢（おおさわ） - 旧大沢村
    - 修善寺 - 旧修善寺村（旧下修善寺村・旧上修善寺村）

  - 旧下狩野村地区
    - 小立野（こだちの） - 旧小立野村
    - 本立野（ほんたちの） - 旧本立野村
    - 加殿（かどの） - 旧加殿村
    - 田代（たしろ） - 旧田代村
    - 日向（ひなた） - 旧日向村
    - 大平（おおだいら） - 旧大平村
- 中伊豆（なかいず）地区 - 旧中伊豆町
  - 旧下大見村地区
    - 下白岩（しも-しらいわ） - 旧下白岩村
    - 上白岩（かみ-しらいわ） - 旧上白岩村
    - 関野（せきの） - 旧関野村

  - 旧中大見村地区
    - 城（じょう） - 旧城村
    - 八幡（はつま） - 旧八幡村
    - 柳瀬（やなせ） - 旧柳瀬村
    - 冷川（ひえかわ） - 旧冷川村
    - 徳永（とくなが） - 旧徳永村
    - 梅木（うめぎ） - 旧梅木村
    - 宮上（みやかみ） - 旧宮上村

  - 旧上大見村地区（※八岳（やつおか）地区とも）
    - 戸倉野（とくらの） - 旧戸倉野村
    - 原保（わらぼ） - 旧原保村
    - 中原戸（なかはらと） - 旧中原戸村
    - 菅引（すげひき） - 旧菅引村
    - 地蔵堂（じぞうどう） - 旧地蔵堂村
    - 姫之湯（ひめのゆ） - 旧姫ノ湯村
    - 貴僧坊（きそうぼう） - 旧貴僧坊村
    - 筏場（いかだば） - 旧筏場村
- 天城湯ケ島（あまぎゆがしま）地区 - 旧天城湯ケ島町
  - 旧中狩野村地区
    - 佐野（さの） - 旧佐野村
    - 雲金（くもがね） - 旧雲金村
    - 松ケ瀬（まつがせ） - 旧松ケ瀬村
    - 大平柿木（おおだいら-かきぎ） - 旧大平柿木村
    - 本柿木（ほん-かきぎ） - 旧本柿木村
    - 青羽根（あおばね） - 旧青羽根村
    - 下船原（しも-ふなばら） - 旧下船原村
    - 上船原（かみ-ふなばら） - 旧上船原村

  - 旧上狩野村地区
    - 矢熊（やぐま） - 旧矢熊村
    - 田沢（たざわ） - 旧田沢村
    - 月ケ瀬（つきがせ） - 旧月ケ瀬村
    - 門野原（かどのはら） - 旧門野原村
    - 吉奈（よしな） - 旧吉奈村
    - 市山（いちやま） - 旧市山村
    - 湯ケ島（ゆがしま） - 旧湯ケ島村
    - 持越（もちこし） - 持越鉱山
- 土肥（とい）地区 - 旧土肥町
  - 旧土肥町地区（狭義）
    - 小土肥（おどい） - 旧小土肥村
    - 土肥 - 旧土肥村

  - 旧西豆村地区
    - 八木沢（やぎさわ） - 旧八木沢村
    - 小下田（こしもだ） - 旧小下田村

### 姉妹都市・提携都市

#### 海外
- カナダ ブリティッシュコロンビア州 ネルソン市 - 2005年（平成17年）8月18日姉妹都市提携
- カナダ ブリティッシュコロンビア州 ホープ市(en) - 2005年（平成17年）8月18日姉妹都市提携

#### 国内
- 日本 長野県 上伊那郡 南箕輪村 - 1991年（平成3年）2月25日 - 姉妹都市提携
- 日本 神奈川県 平塚市 - 1982年（昭和57年）4月12日 - 「平塚市民休養の郷協定」を締結し、提携都市となる
- 日本 静岡県 静岡市

## 経済
| 総数 （単位:人） | 第1次産業 7.77% （全国平均1.5%）   | 第1次産業 7.77% （全国平均1.5%） | 第1次産業 7.77% （全国平均1.5%） | 第1次産業 7.77% （全国平均1.5%） | 分類不能の産業 0.70%      |
| ---------------- | ---------------------------------- | -------------------------------- | -------------------------------- | -------------------------------- | ------------------------- |
| 19,151           | 計                                 | 農業                             | 林業                             | 漁業                             | 135                       |
| 19,151           | 1,488                              | 1,396                            | 42                               | 50                               | 135                       |
| 19,151           | 第2次産業 25.12% （全国平均26.8%） |                                  |                                  |                                  | 135                       |
| 19,151           | 計                                 | 鉱業                             | 建設業                           | 製造業                           | 135                       |
| 19,151           | 4,810                              | 35                               | 1,866                            | 2,909                            | 135                       |
| 19,151           | 第3次産業 58.27% （全国平均71.7%） |                                  |                                  |                                  |                           |
| 19,151           | 計                                 | 電気・ガス・熱供給・水道業       | 情報通信業                       | 運輸業                           | 卸売・小売業・飲食店      |
| 19,151           | 12,718                             | 61                               | 158                              | 698                              | 2,989                     |
| 19,151           | 12,718                             | 金融・保険業                     | 不動産業                         | 飲食店・宿泊業                   | 医療・福祉                |
| 19,151           | 12,718                             | 234                              | 132                              | 2,789                            | 1,808                     |
| 19,151           | 12,718                             | 教育・学習支援                   | 複合サービス業                   | サービス業                       | 公務 他に分類されないもの |
| 19,151           | 12,718                             | 625                              | 337                              | 2,397                            | 490                       |

### 観光
温泉
火山との関係が深い伊豆半島であるため温泉が豊か。そのために古くより温泉街が発展し、現在では保養地として首都圏を中心に全国から観光客を呼ぶ。その代表は修善寺温泉や湯ヶ島温泉であるが、かつてはこれらの温泉を目当てに川端康成を含む多くの文豪が訪れ作品を残したほか、井上靖が天城湯ケ島地区で少年期を過ごしたことなどがあるため、文学に因んだ事物が多く存在する。また、修善寺温泉では鎌倉時代の源氏に関係する建造物や墓などが残り、これらも伊豆市の観光における売りである。
- 旧修善寺町の温泉  修善寺温泉、新修善寺温泉

伊豆市の北部を占める温泉地帯が 修善寺温泉である。修禅寺の門前町として発展した。修善寺温泉で特徴的なのは、「独鈷の湯」をはじめとする温泉であり、上記で書かれている通り、明治期に多くの文豪が訪れた。
新修善寺温泉は、伊豆の国市に近い瓜生野地区にある温泉であり、旧大仁鉱山から湧出。温泉の大部分が伊豆の国市側の大仁温泉に給湯されているが、瓜生野地区にはスパリゾート施設が整備されている。
- 旧天城湯ケ島町の温泉 湯ヶ島温泉、 月ヶ瀬温泉、 嵯峨沢温泉、 吉奈温泉

伊豆市の中南部を占める温泉地帯が 天城湯ヶ島温泉郷である。温泉地帯のほとんどを山地が占めており、山地から流れ出て来る沢水は狩野川に合する。南部は川端康成の「伊豆の踊り子」の舞台として知られる天城山系と連なり、狩野川流域には温泉地が点在している。浄蓮の滝などの天然の観光資源が豊富。
- 旧中伊豆町の温泉 白岩温泉

伊豆市の東部を占める温泉地帯で、ほとんどが天城山脈に含まれ、天城山の最高峰万三郎岳がある。ワサビ、椎茸栽培も盛んである。
- 旧土肥町の温泉  土肥温泉、八木沢温泉

伊豆の西部を占める温泉地帯で、駿河湾沿いには砂浜も多く、風光明媚な観光地でもある。海の幸が豊富。
- 海

土肥地域は夏季に海水浴客で賑わう。小下田にある恋人岬には、恋愛成就を目的とした金の鐘が置かれ、観光客を集めている。
- 山

市の内陸部を囲むように存在する急峻な山稜は、観光ドライブや軽登山の場所として整備されている。南稜にあたる天城山は日本百名山の一座として数えられ、軽登山愛好者が訪れる。また、西稜は低木やササ原の植生となっているために眺望に優れ、昭和40年代に観光ドライブ用として西伊豆スカイラインとして車道が整備された。また、南稜の天城峠から西稜まで、伊豆山稜線歩道という登山道も整備されている。東稜にも伊豆スカイラインが通るが、市域の区間は先述の西稜よりも標高が比較的低く、木々が覆うため眺望には恵まれず、箱根山方面から伊東市方面へ抜ける際の通過区間といった様相である。
- 川

市域の大部分を占める狩野川水系は、アユの友釣りが盛んである。この狩野川はアユの友釣りの発祥の地とされることが多く、メッカ的地位を得ており、「狩野川を制すれば全国を制す」という言葉もある。また、上流部では万城の滝や、日本の滝百選の1本に数えられる浄蓮の滝が観光客を集める。
- 施設

大型の観光施設としては、自転車をテーマとした日本サイクルスポーツセンターが1965年から修善寺地区で営業。市もサイクリングのメッカとして売り出している。また、花をテーマとした修善寺虹の郷も1990年から同地区で営業している。

### 農業

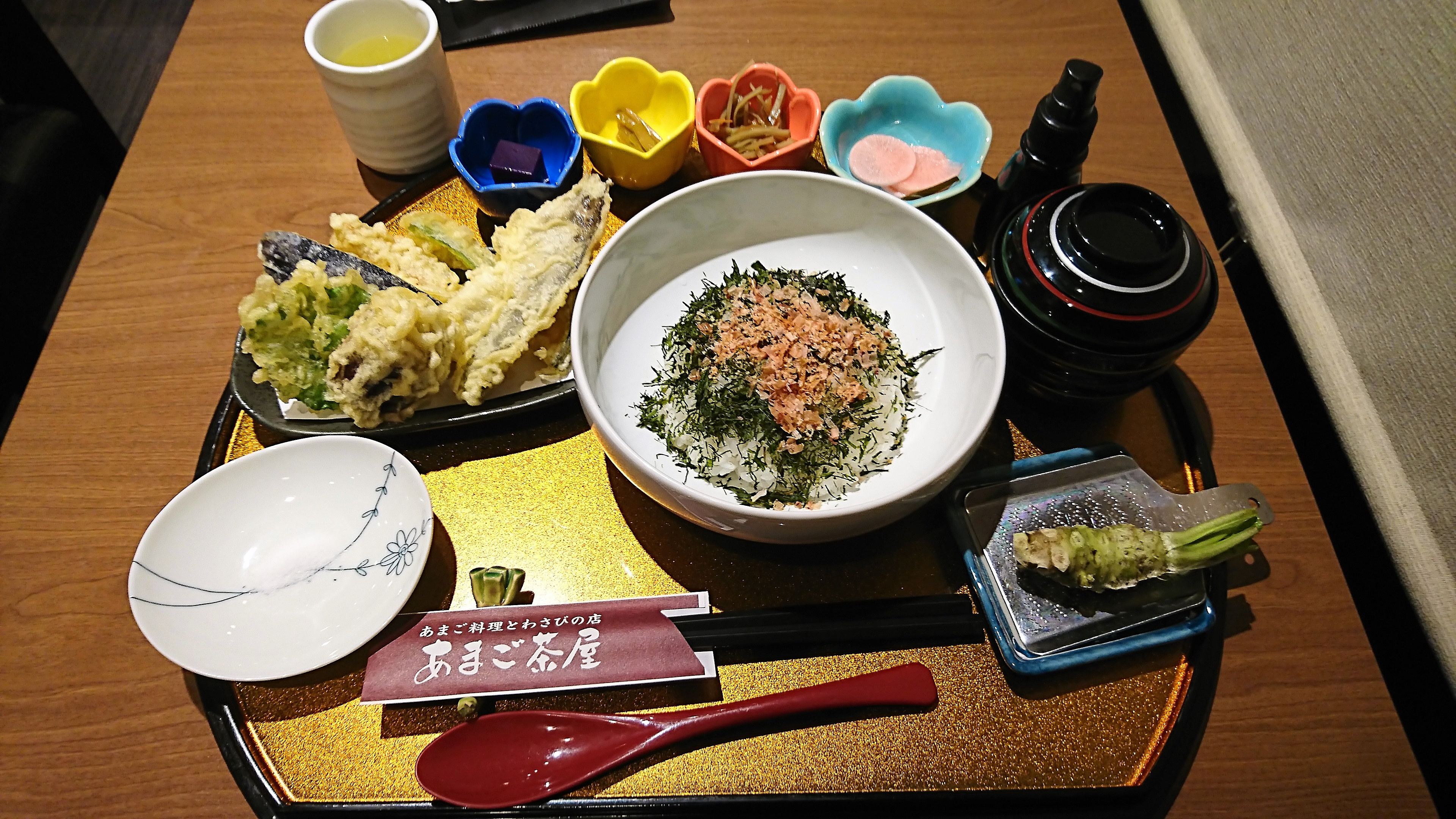
わさび丼定食（あまご茶屋）

平地は主として稲作が中心。天城山の山麓では清涼な水を利用して江戸時代からワサビ栽培が行われ、中伊豆地区の筏場地区や地蔵堂地区では大規模なワサビ田が広がる。1892年ごろ、原保村（現伊豆市）の平井熊太郎が畳石式栽培を開発したはこれらで収穫される天城のワサビは最上級のブランドとなっている。また、明治期には天城湯ケ島地区（上狩野村門野原出身）の石渡秀雄がシイタケの栽培法を確立しており、現在もシイタケ栽培が盛んである。

### 漁業
駿河湾に面する土肥地区では漁業が行われている。主な漁港は小下田漁港と八木沢漁港。

### 鉱業
江戸時代から稼働していた土肥金山を始め、持越鉱山、大仁鉱山など多数の鉱山を抱え、1960年代までは盛んに採掘、精錬が行われていた。鉱山の採掘は全て廃鉱または休止しており、精錬技術を生かしたリサイクル事業などに転換している企業もある。

## 教育

### 専門学校
- 富士コンピュータ専門学校

### 高等学校
- 静岡県立伊豆総合高等学校
  - 静岡県立伊豆総合高等学校土肥分校

### 小中一貫校
- 伊豆市立土肥小中一貫校 - 静岡県初の義務教育学校

### 中学校
- 伊豆市立伊豆中学校
- 伊豆市立土肥小中一貫校後期課程

### 小学校
修善寺地区
- 伊豆市立修善寺小学校
- 伊豆市立修善寺南小学校
- 伊豆市立修善寺東小学校
- 伊豆市立熊坂小学校

中伊豆地区
- 伊豆市立中伊豆小学校

天城湯ケ島地区
- 伊豆市立天城小学校 - 2013年4月開校[19]

土肥地区
- 伊豆市立土肥小中一貫校前期課程

### 閉校
- 静岡県立修善寺工業高等学校 - 2010年3月末閉校。伊豆の国市に存在する大仁高校と統合。
- 伊豆市立土肥小学校－2010年3月末閉校。土肥南小との統合で新土肥小となったが、2018年4月に土肥中と統合し、前述の土肥小中一貫校が開校。
- 伊豆市立土肥中学校－2018年4月に土肥小と統合し、同敷地に土肥小中一貫校が開校。
- 伊豆市立土肥南小学校－2010年3月末閉校。土肥小との統合による。
- 伊豆市立大東小学校－2011年3月末閉校。大見小と八岳小と統合。
- 伊豆市立大見小学校－2011年3月末閉校。大東小と八岳小と統合。
- 伊豆市立八岳小学校－2011年3月末閉校。大東小と大見小と統合。
- 伊豆市立狩野小学校－2013年3月末閉校。湯ヶ島小と月ヶ瀬小と統合。
- 伊豆市立湯ヶ島小学校－2013年3月末閉校。狩野小と月ヶ瀬小と統合。
- 伊豆市立月ヶ瀬小学校－2013年3月末閉校。湯ヶ島小と狩野小と統合。
- 伊豆市立修善寺中学校－2025年3月末閉校。天城中と中伊豆中と統合。
- 伊豆市立天城中学校－2025年3月末閉校。修善寺中と中伊豆中と統合。
- 伊豆市立中伊豆中学校－2025年3月末閉校。修善寺中と天城中と統合。

## 交通

### 鉄道
伊豆箱根鉄道
- 駿豆線

牧之郷駅 ‐ 修善寺駅
- 中心となる駅：修善寺駅

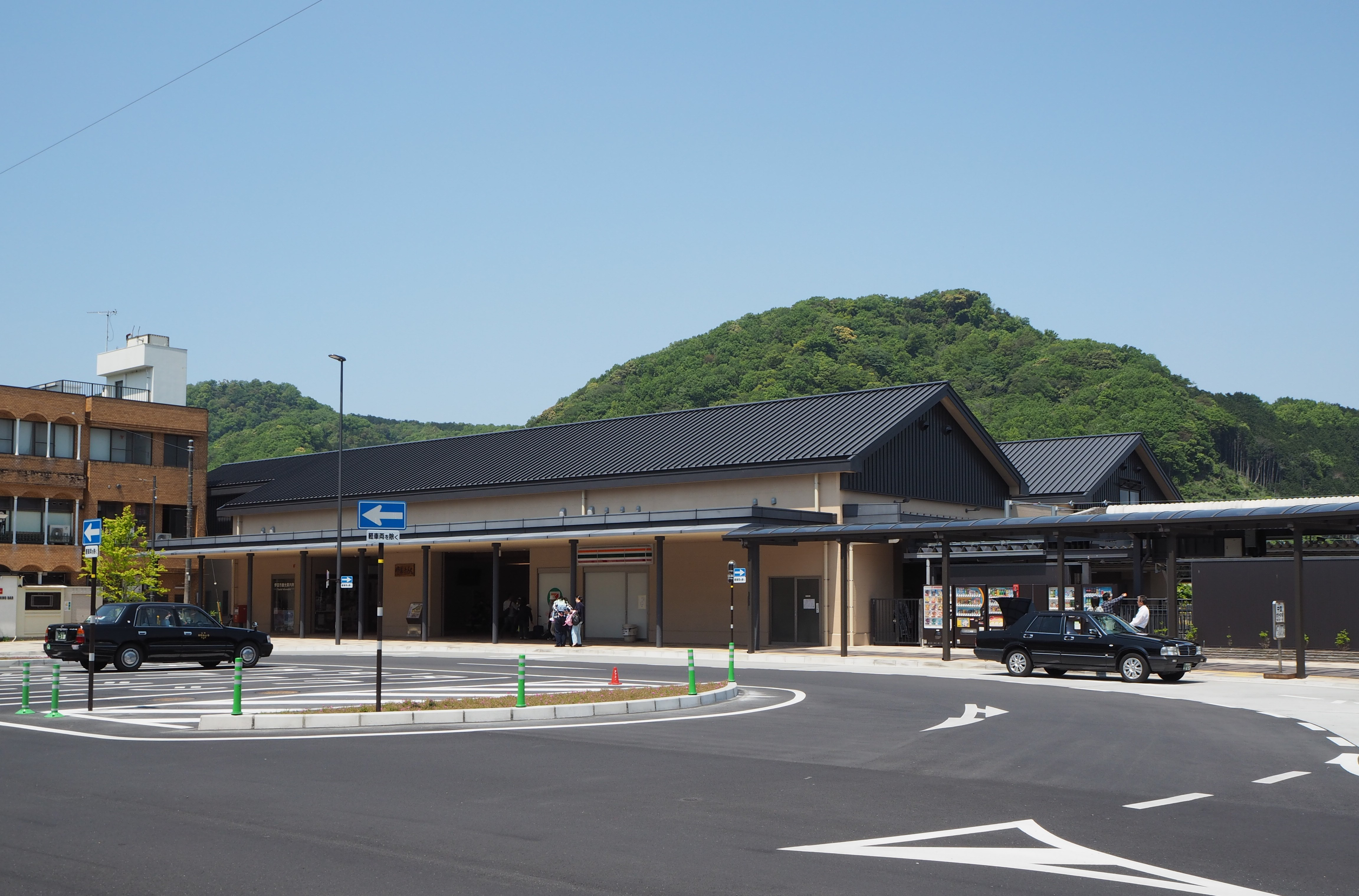
修善寺駅

修善寺駅は、鉄道のない伊豆半島西部へのターミナル駅となる。駅前には半島各地へ向かうバス路線が集まる。

### 道路
一般国道自動車専用道路(B)である伊豆縦貫自動車道を含む国道や複数の県道、1本の有料道路が市内を通過する。

#### 一般国道自動車専用道路(B)
伊豆縦貫自動車道（修善寺道路）
熊坂IC、修善寺IC
伊豆縦貫自動車道（天城北道路）
修善寺IC、大平IC、修善寺JCT（未着工）
伊豆縦貫自動車道（天城北道路）
修善寺JCT（未着工）、月ケ瀬IC

#### 国道
- 国道136号
- 国道414号

#### 県道
- 静岡県道12号伊東修善寺線
- 静岡県道17号沼津土肥線
- 静岡県道18号修善寺戸田線
- 静岡県道19号伊東大仁線
- 静岡県道59号伊東西伊豆線
- 静岡県道80号熱海大仁線
- 静岡県道111号遠笠山富戸線
- 静岡県道112号中大見八幡野線
- 静岡県道124号吉奈門野原線
- 静岡県道125号土肥港線
- 静岡県道127号船原西浦高原線
- 静岡県道129号韮山伊豆長岡修善寺線
- 静岡県道349号修善寺天城湯ケ島線
- 静岡県道411号西天城高原線

#### 有料道路
- 伊豆スカイライン

### 路線バス
- 東海バス
- 伊豆箱根バス
- 伊豆市自主運行バス
- 伊豆の国市自主運行バス

### デマンド型乗合タクシー
- 沼津市デマンド型乗合タクシー戸田・土肥線

### 船舶

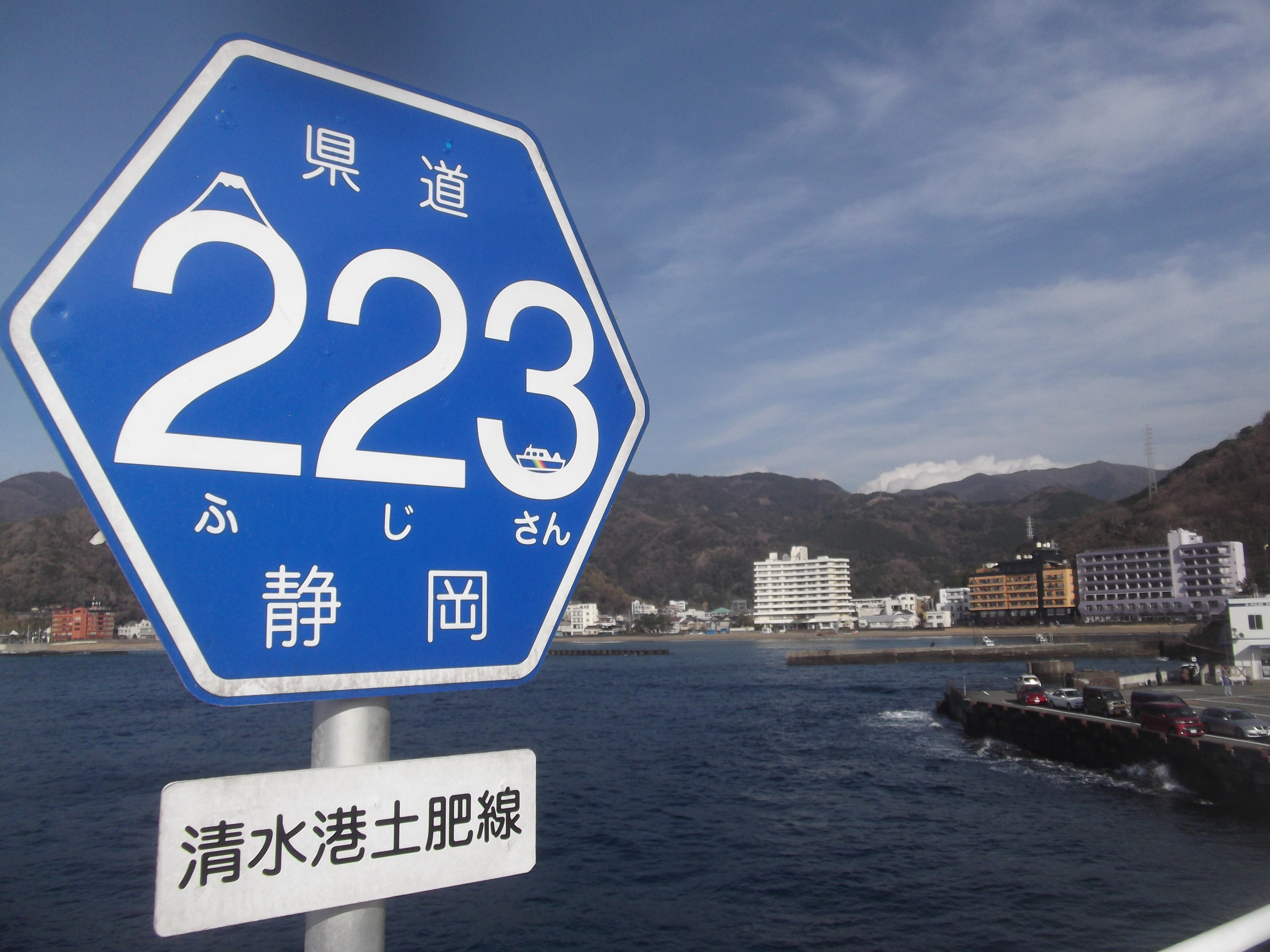
静岡県道223号清水港土肥線の標識と土肥温泉。フェリーの甲板から撮影。

- 駿河湾フェリー

土肥港と、静岡市清水区の清水港を65分で結ぶフェリー航路。静岡県道223号清水港土肥線に指定されている。

### 空港
市内に空港はない。最短時間で行ける空港は羽田空港である。県内には静岡空港があるが利便性が低く、地元住民は成田国際空港や羽田空港を利用する。
南関東や静岡県内の空港への、公共交通機関を利用した最短所要時間は次のとおり。なお、静岡空港についてはバスを利用することになるため、渋滞状況によっては2時間以上を要する場合がある。
- 成田国際空港 - 約2時間39分
- 羽田空港 - 約1時間43分
- 静岡空港 - 約1時間45分

## 名所・旧跡・観光スポット・祭事・催事

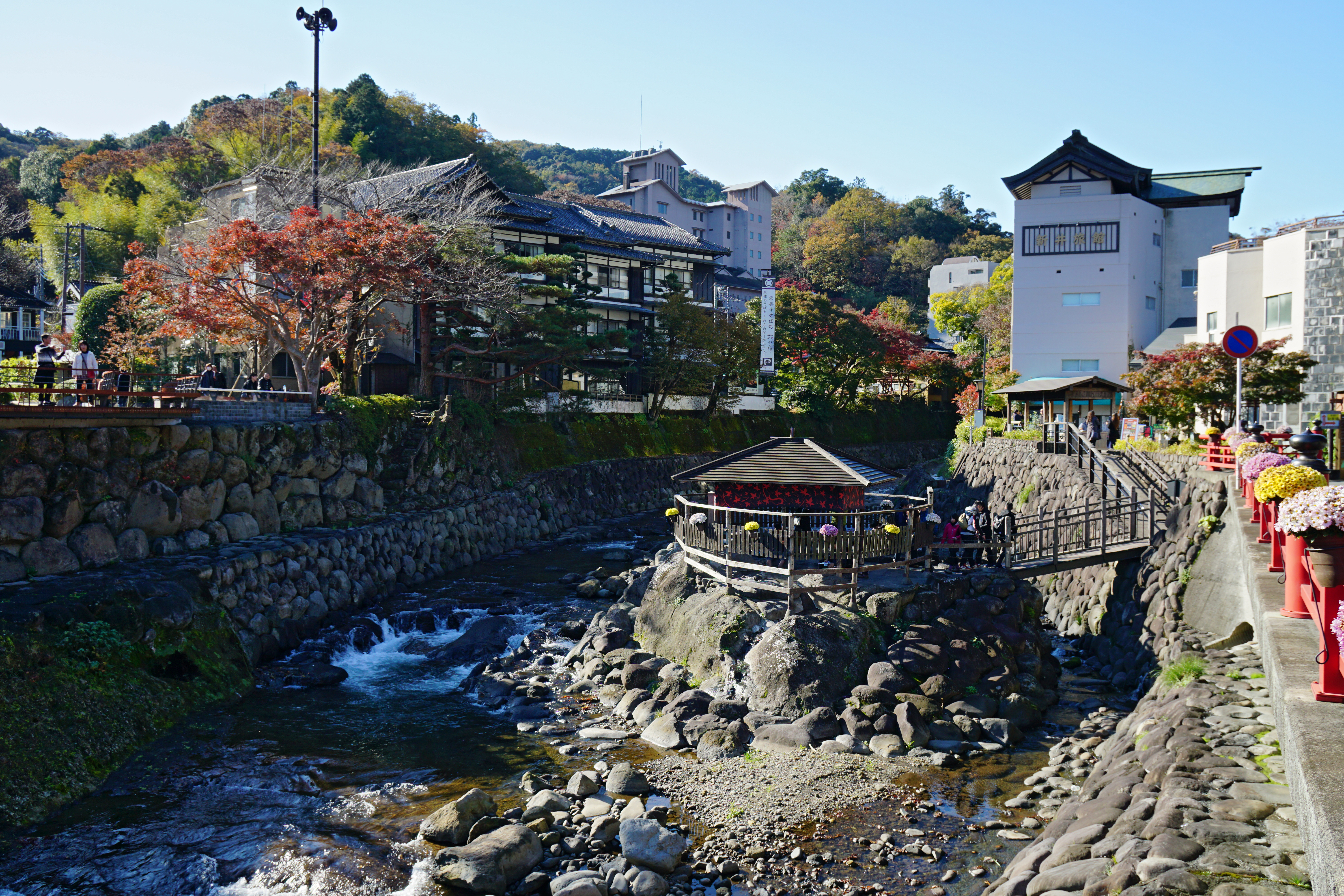
独鈷の湯
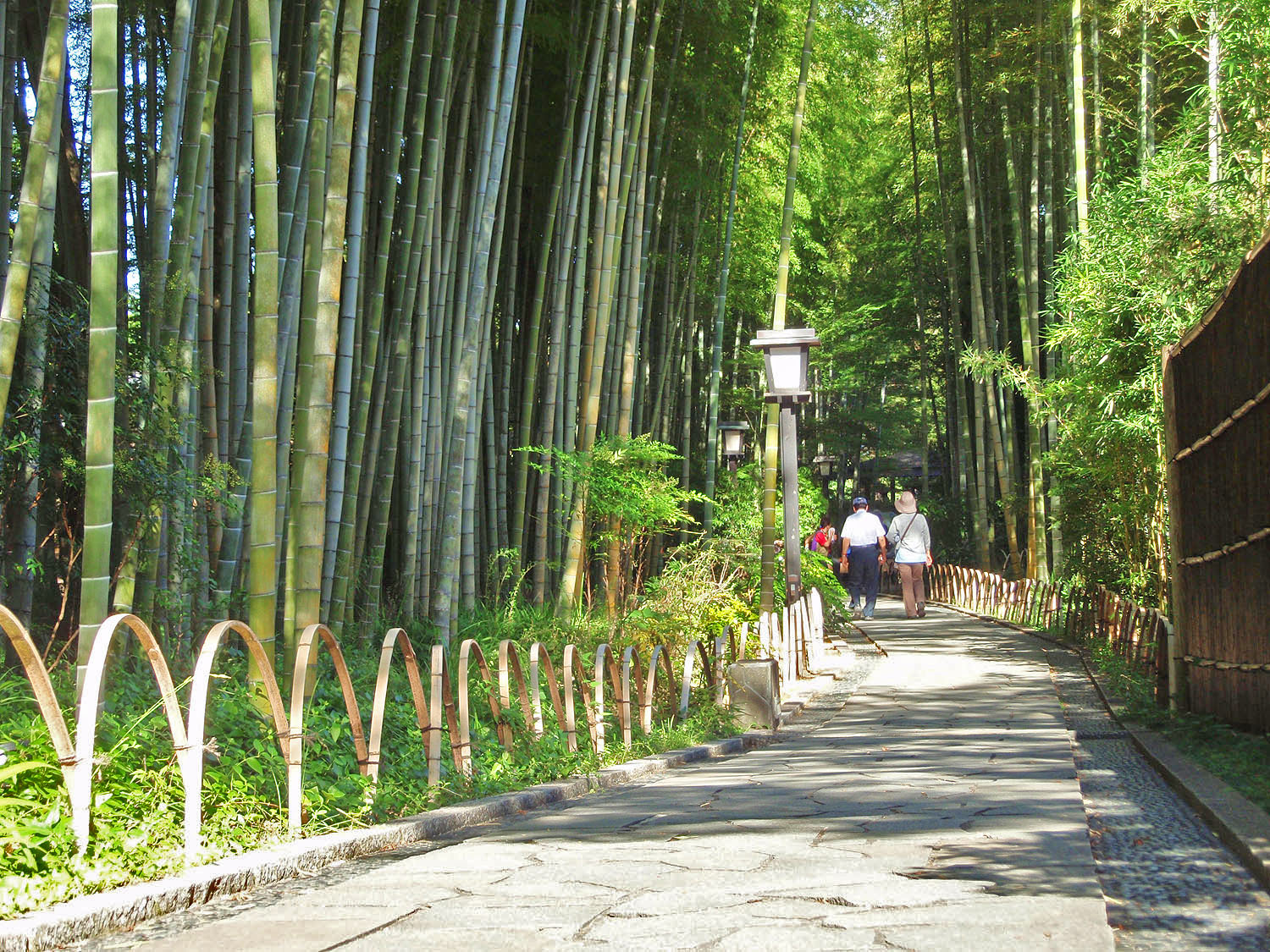
竹林の小径
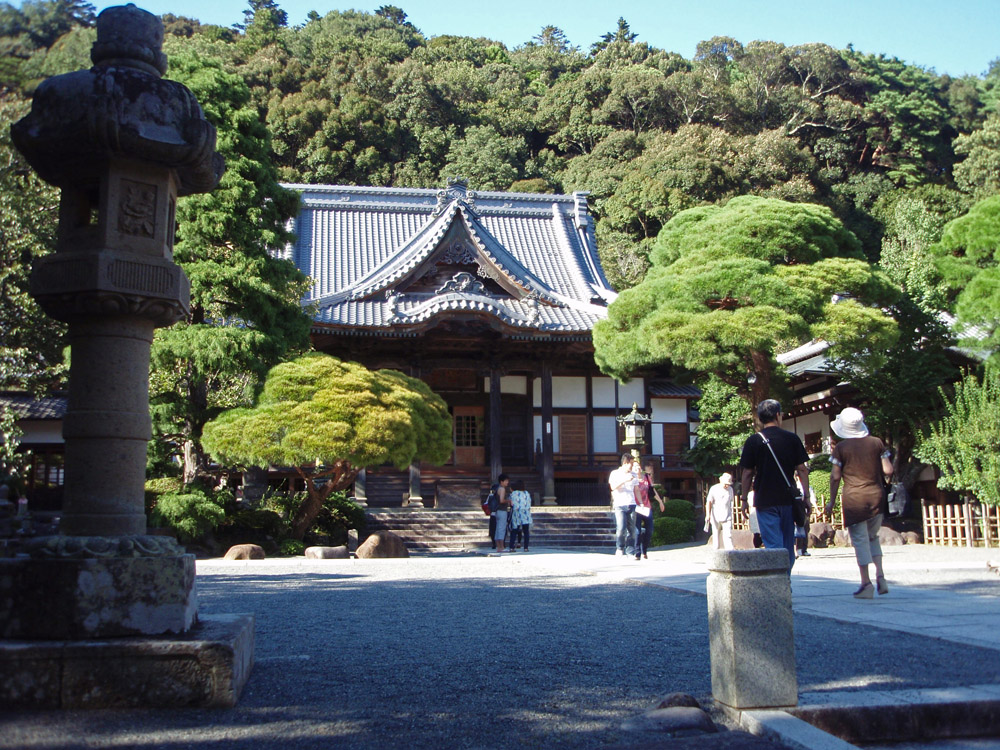
修禅寺
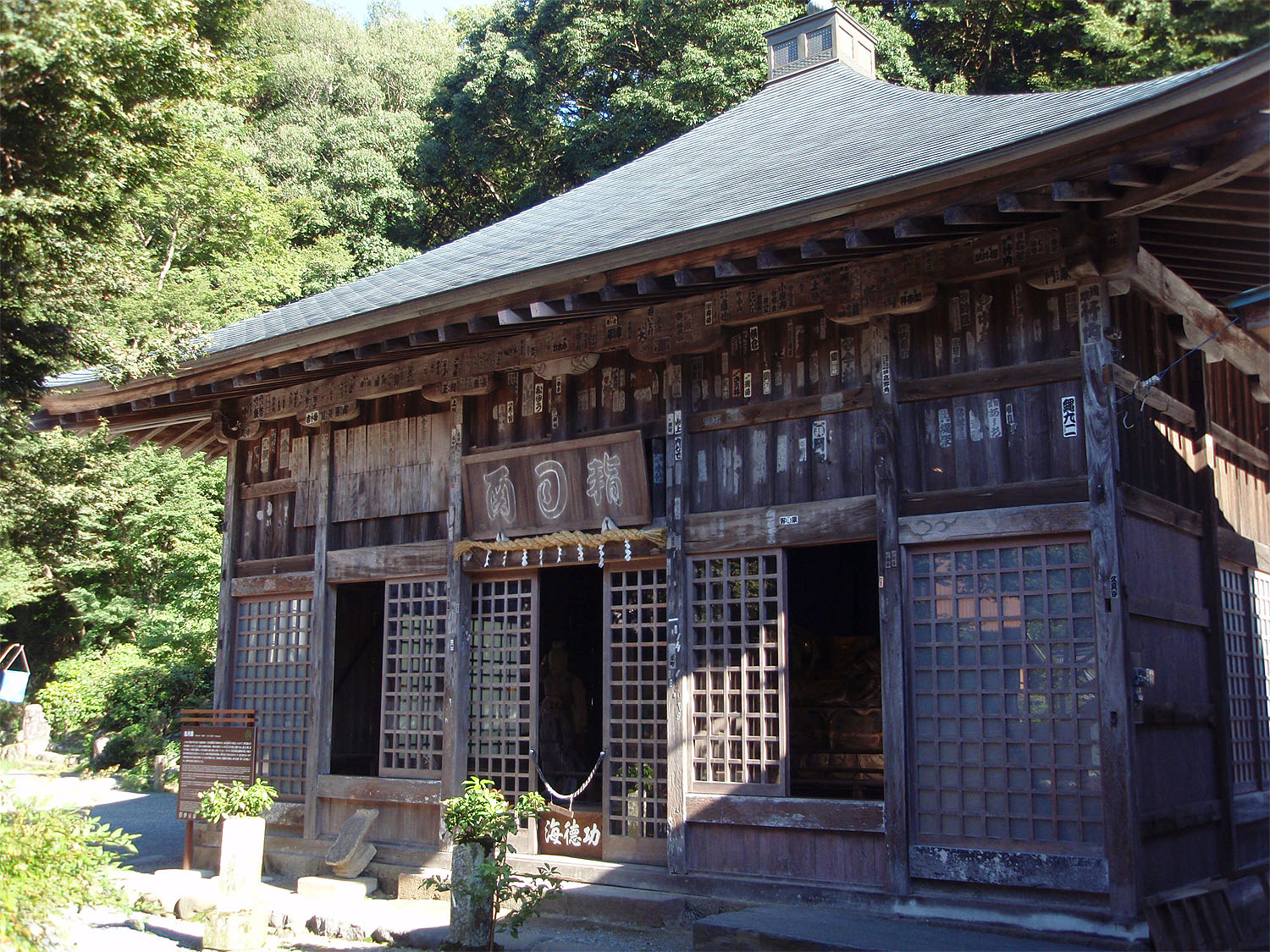
指月殿
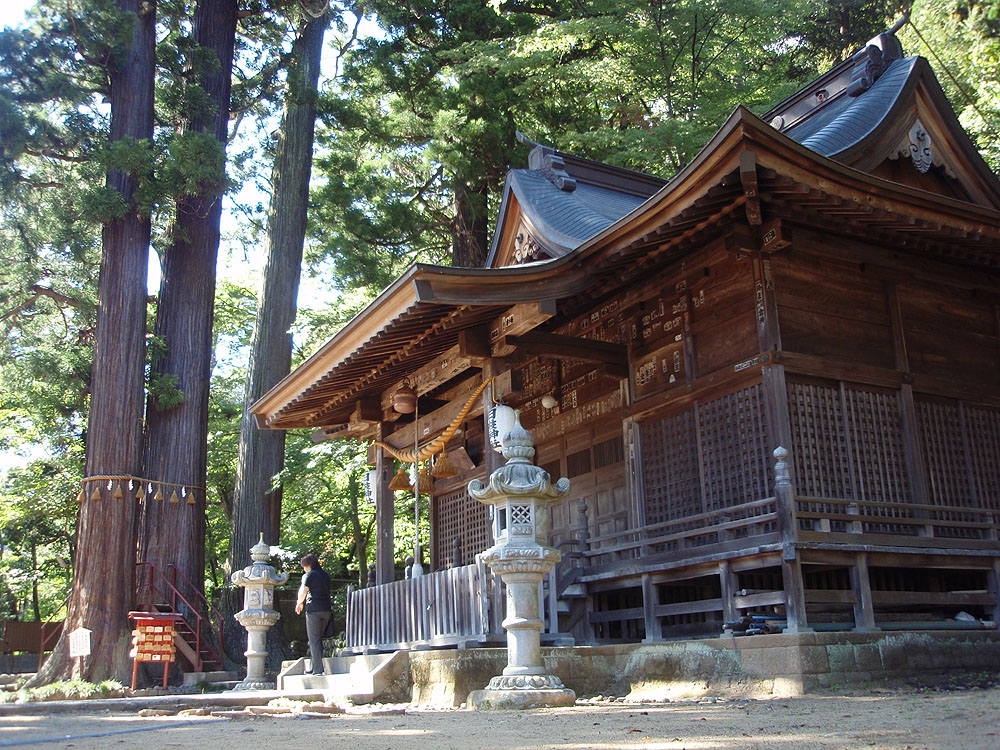
日枝神社
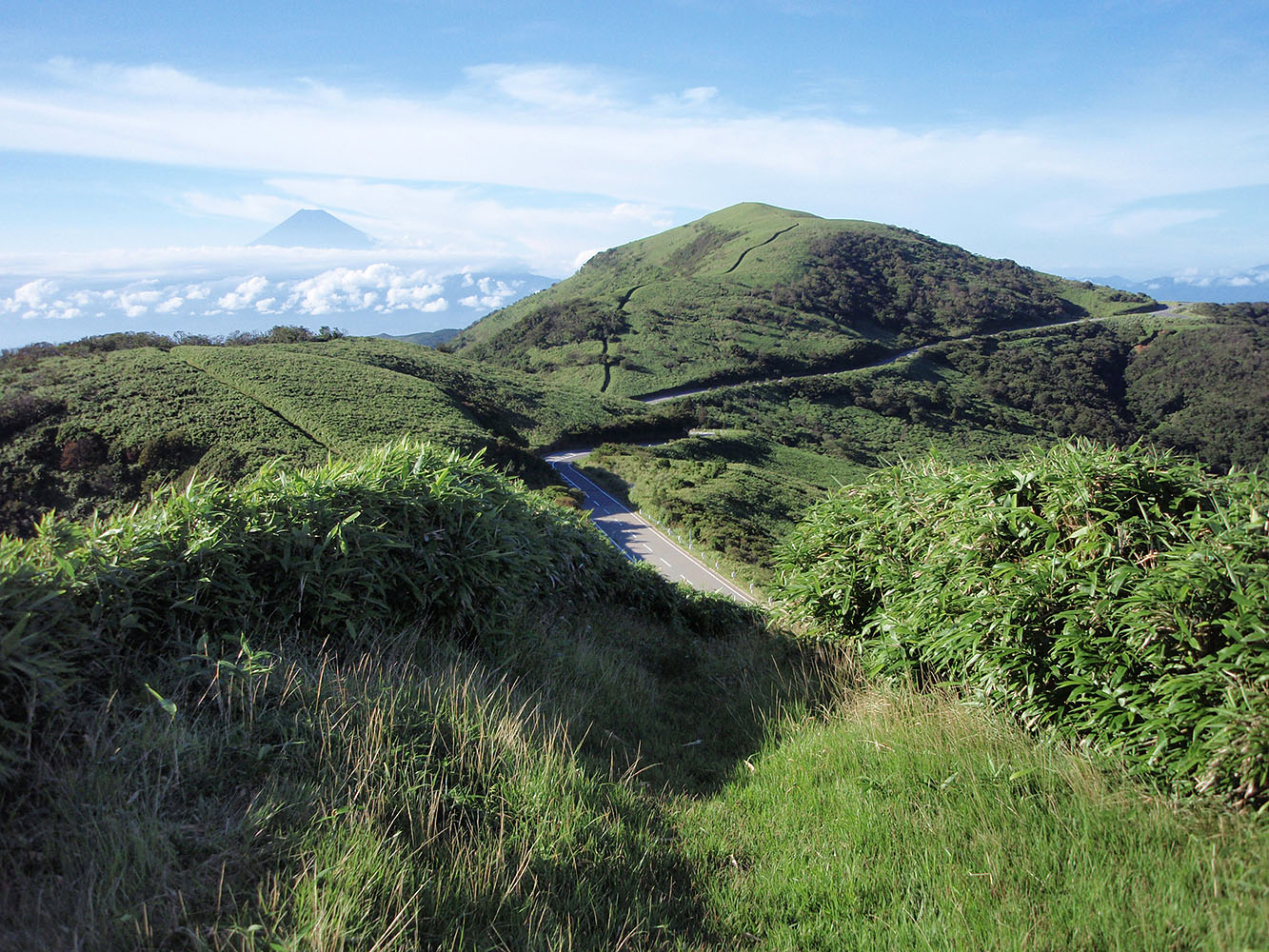
達磨山の伊豆山稜線歩道と西伊豆スカイライン
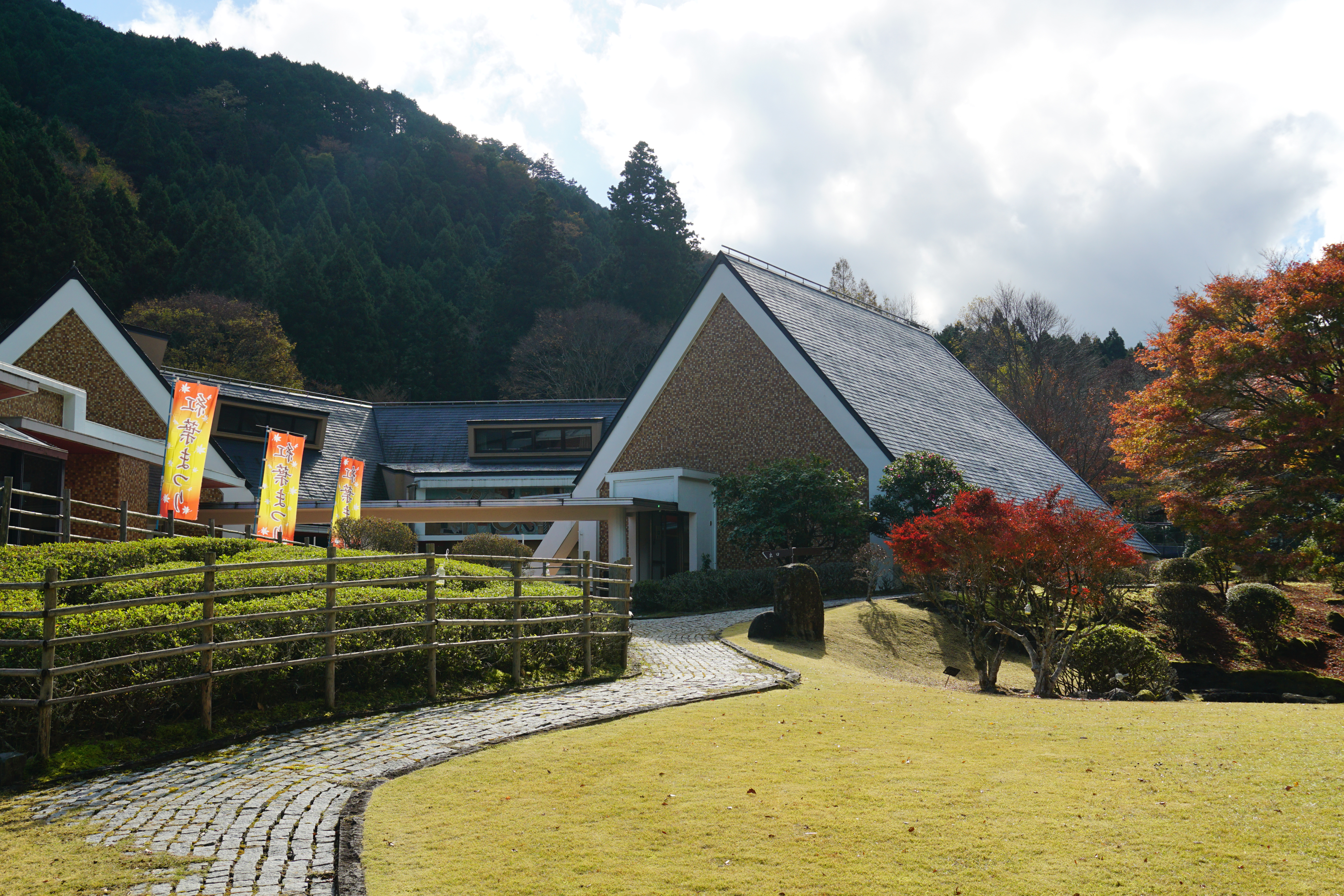
伊豆近代文学博物館
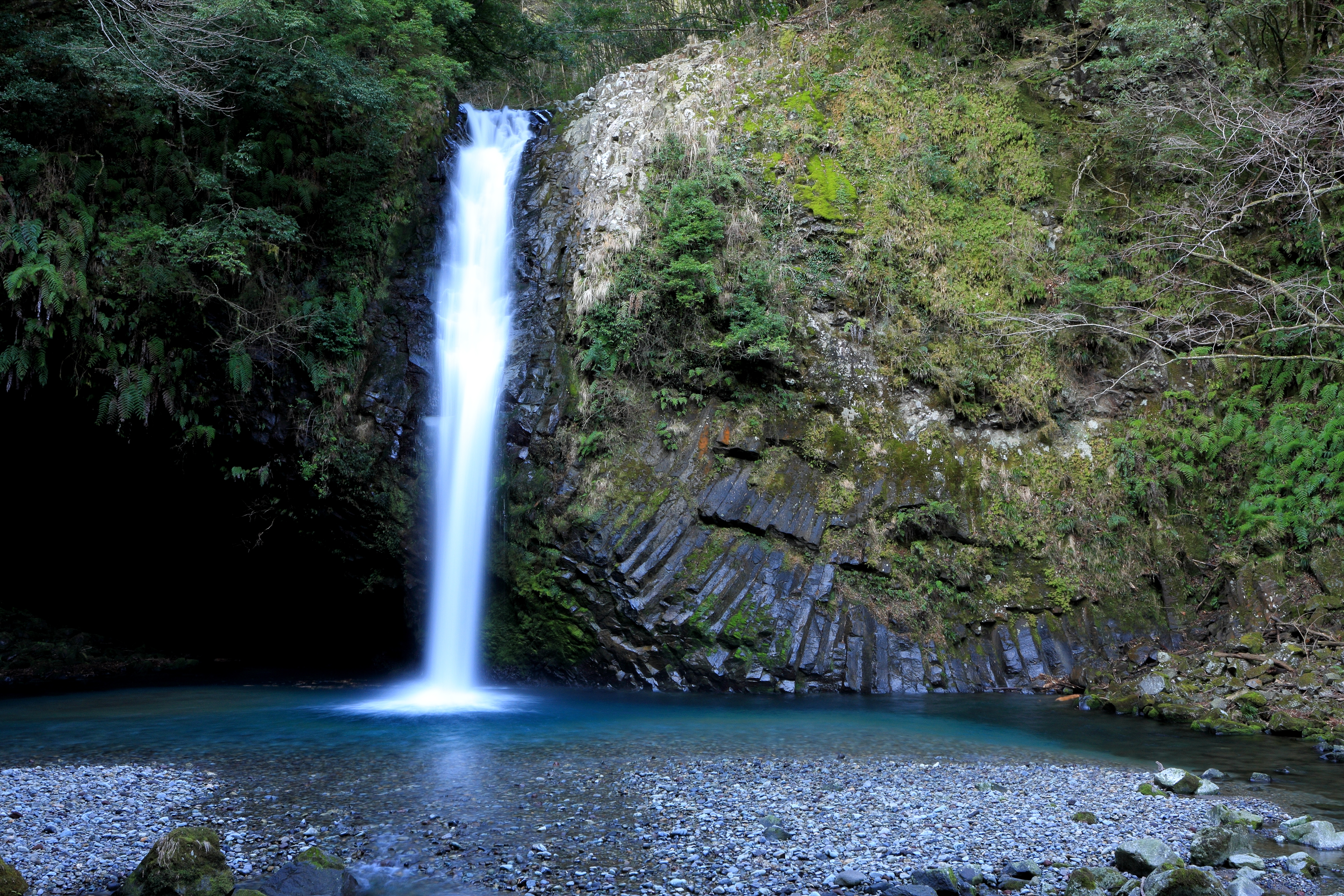
浄蓮の滝
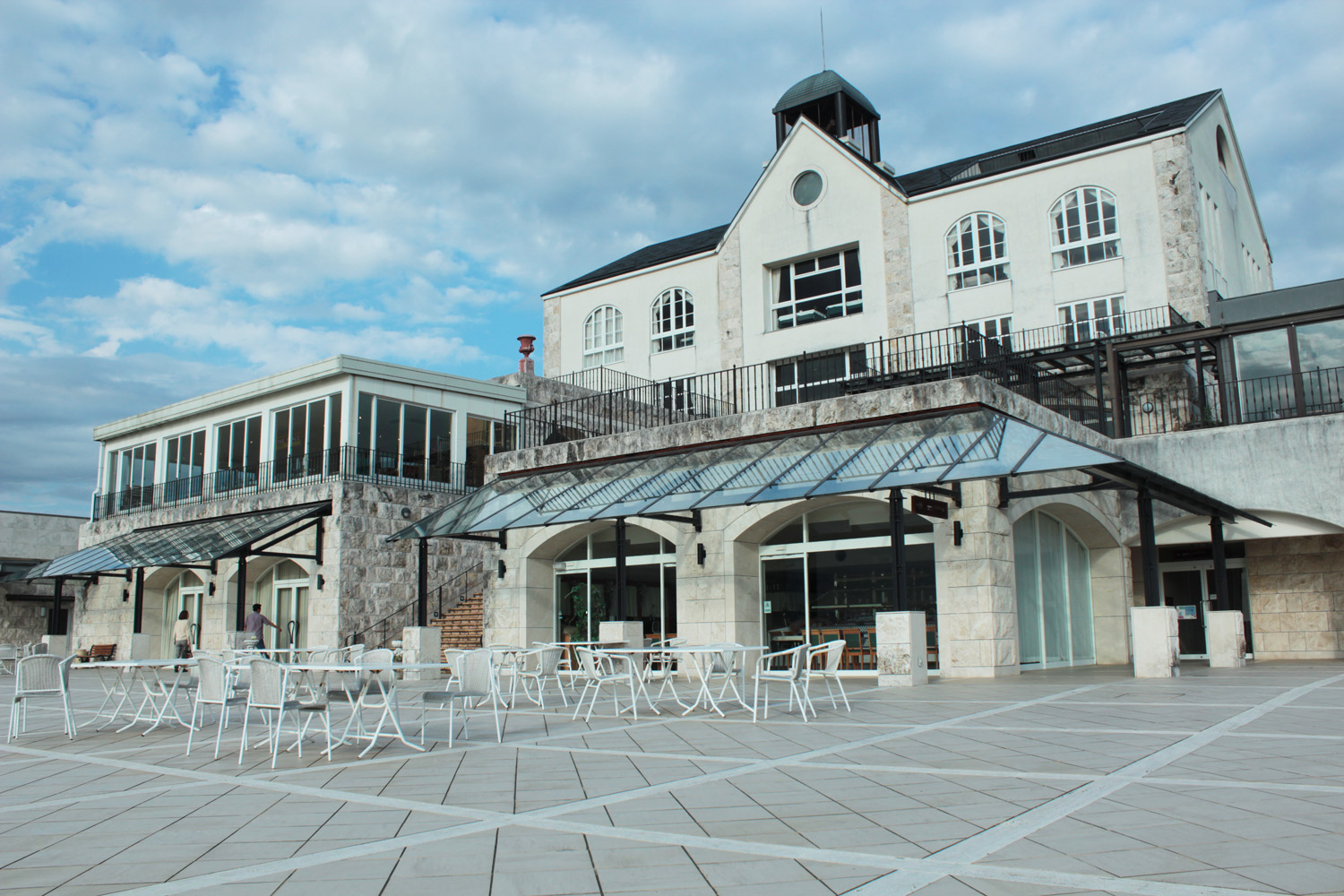
中伊豆ワイナリー シャトーT.S
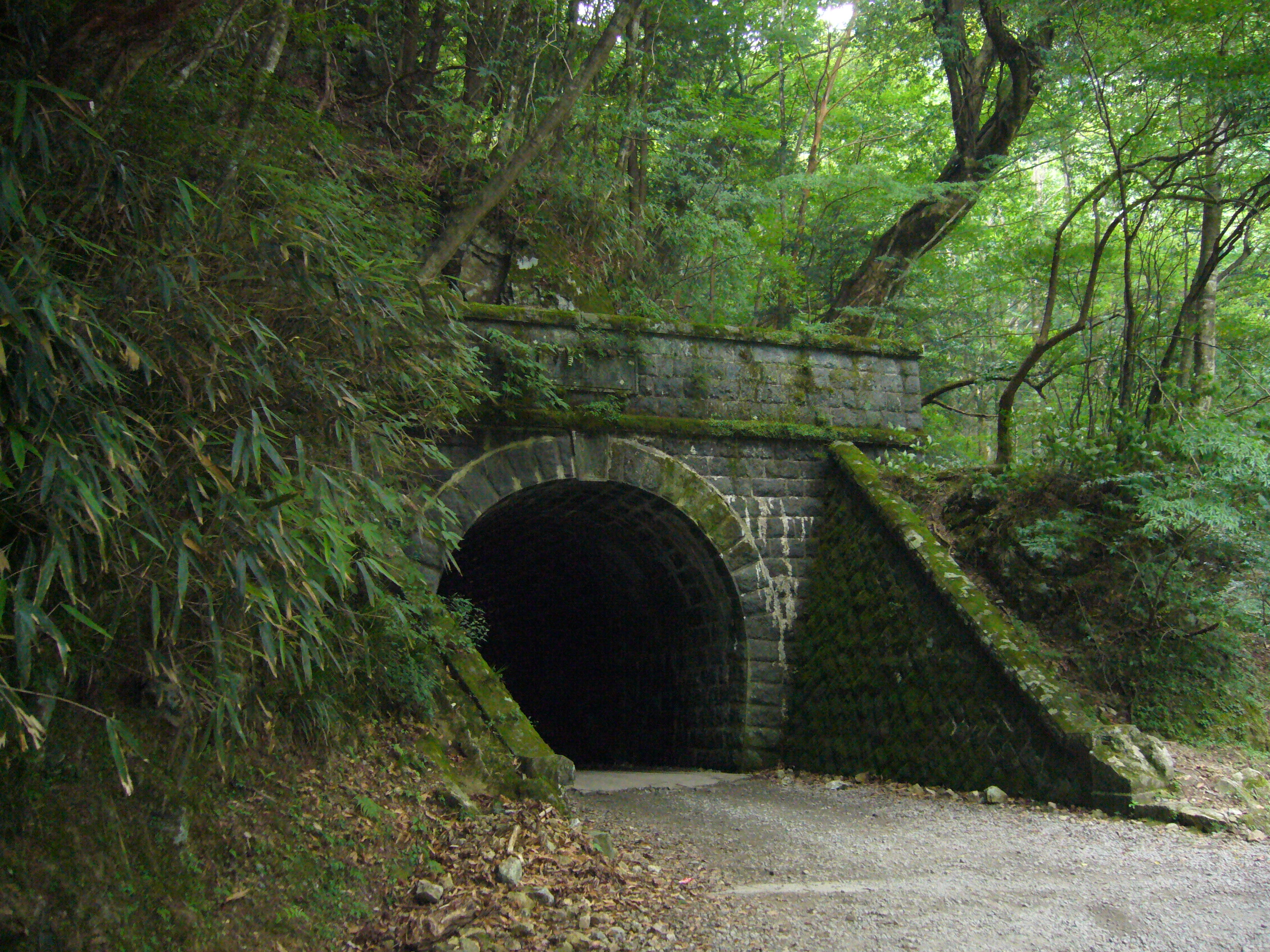
旧天城トンネル
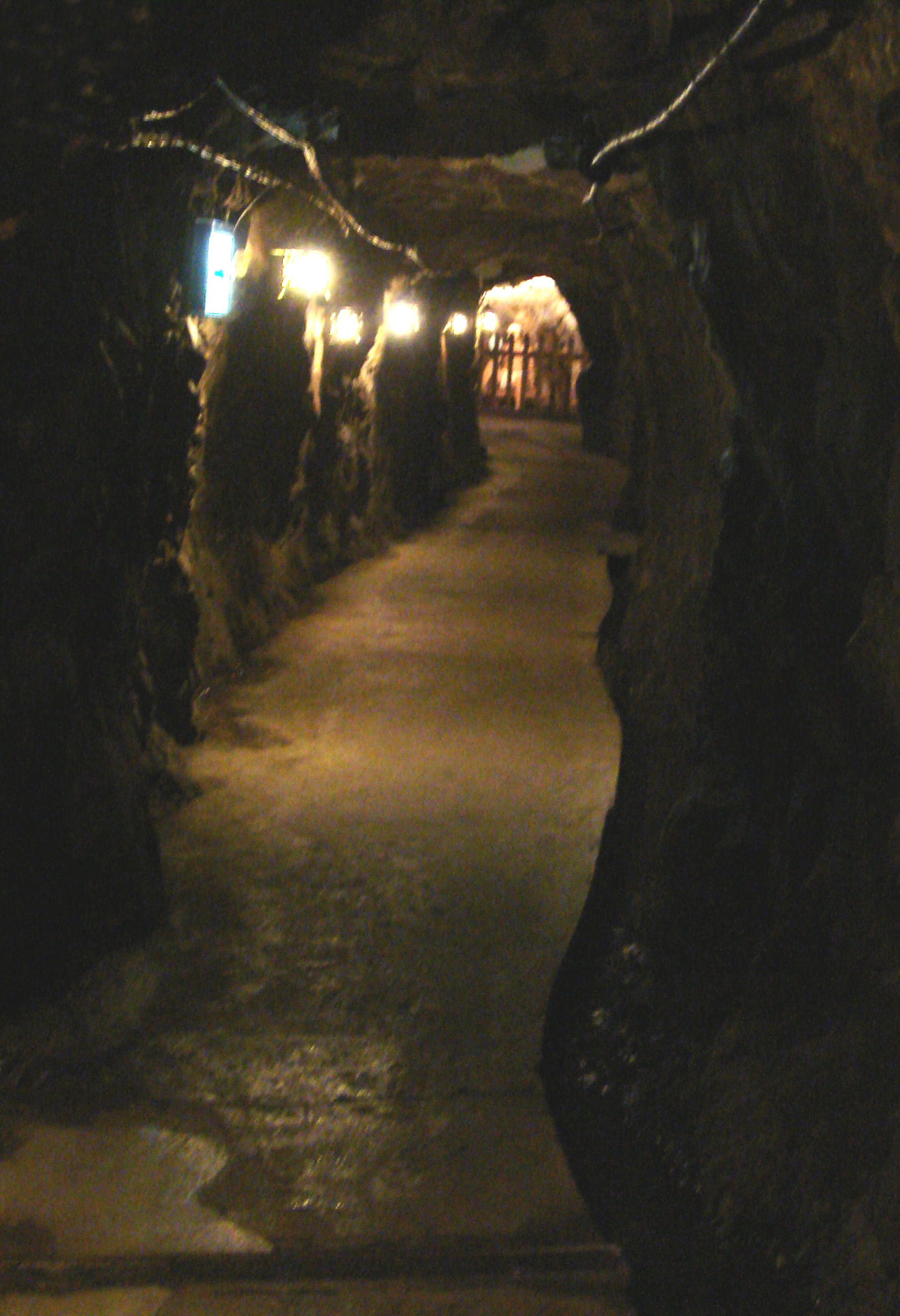
土肥金山
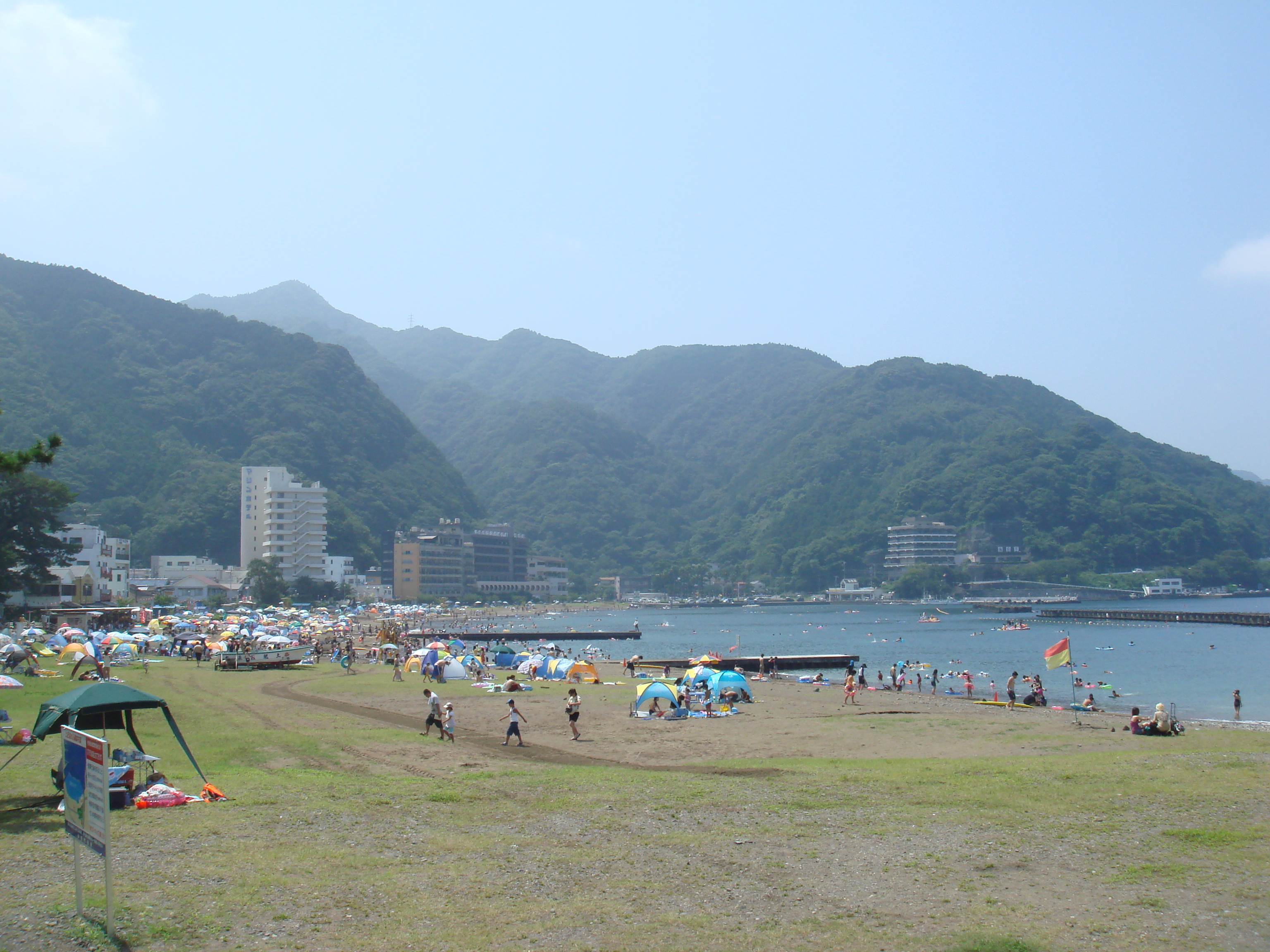
土肥海水浴場
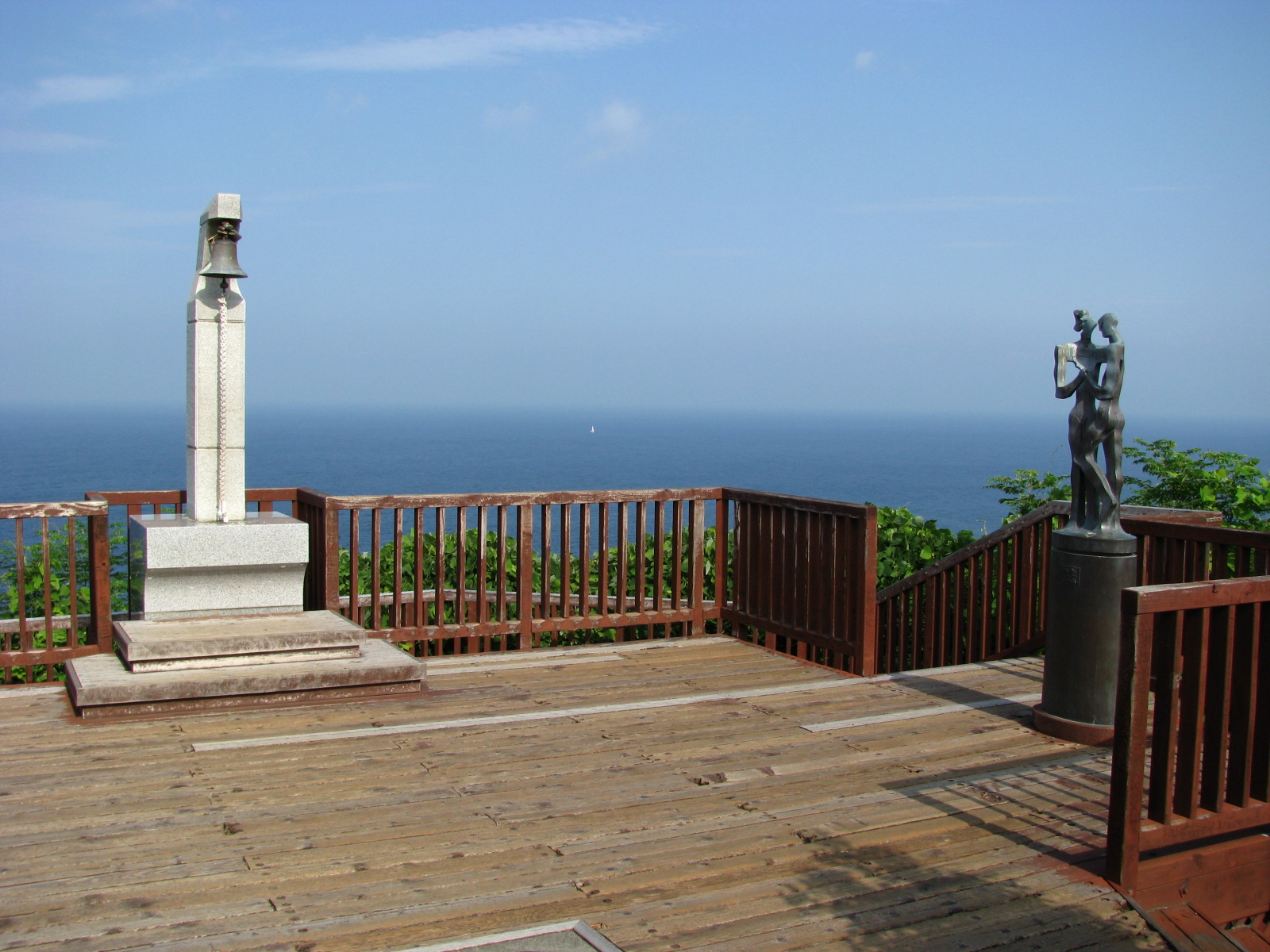
恋人岬
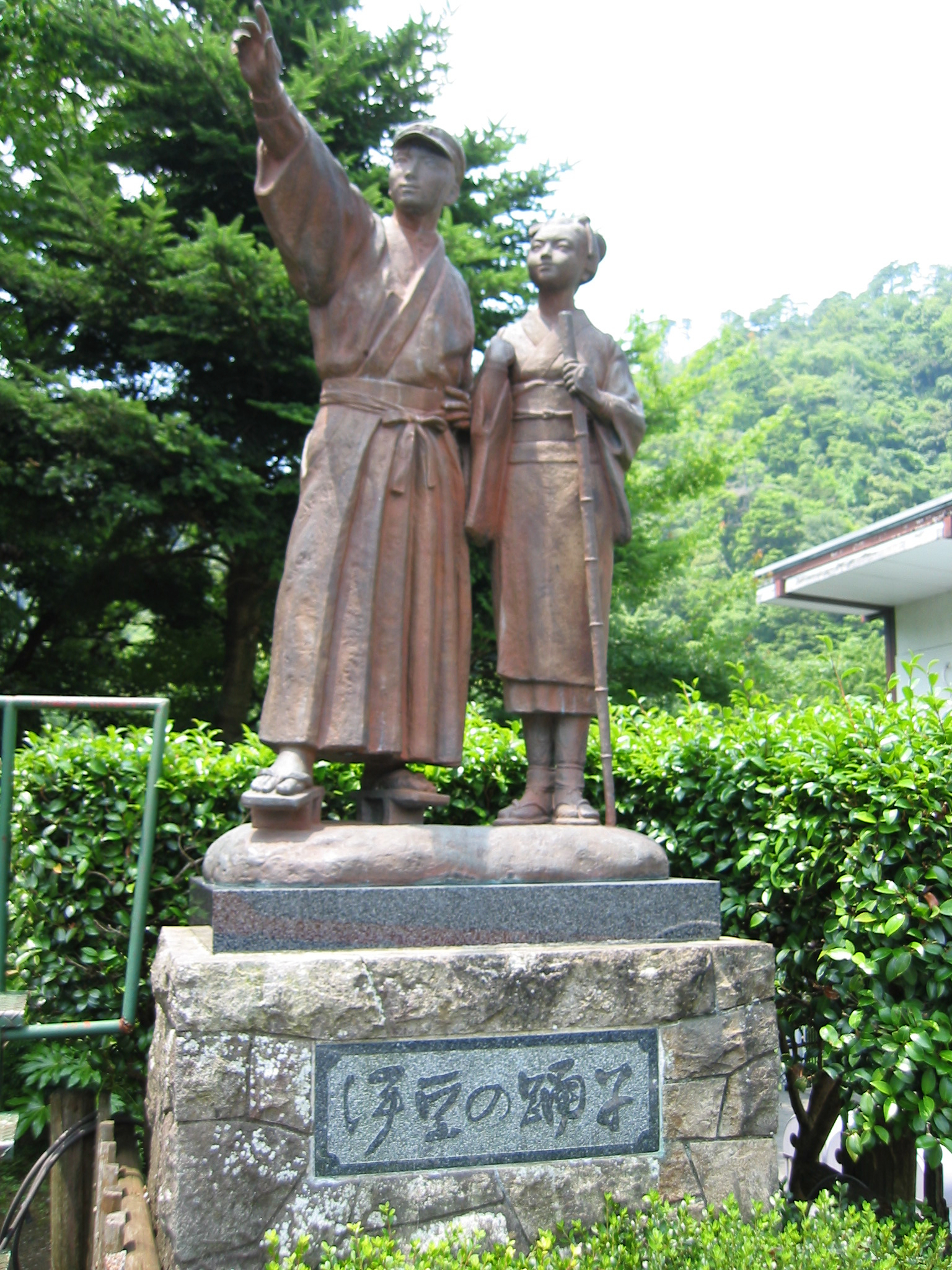
伊豆の踊子の銅像

### 修善寺地区

#### 修禅寺関連
- 修禅寺 - 空海ゆかりの寺院。源頼家が幽閉されていた。
- 木彫不動明王座像
- 修禅寺の鐘 - 温泉街に響く鐘の音は情緒に満ちている音風景。
- 修禅寺のカツラ - 樹齢約1000年。
- 修禅寺奥の院 - 空海の青年時代の修行の地と伝える山寺。
- 指月殿 - 源頼家の菩提を弔うために建立。伊豆では最古の木造建築物。
- 源頼家の墓 - 指月殿の境内にある。
- 源範頼の墓 - 修善寺温泉の西北の山腹にある。
- 日枝神社 - 修禅寺の東脇。「子宝の杉」で有名。

#### 温泉
- 修善寺温泉 2007年で開湯1200年
- 独鈷の湯 - 空海（弘法大師）が結縁の地として切り開いたと伝える。
- 新井旅館 - 修善寺の老舗旅館。文豪が多く利用した。建物は国の登録有形文化財。

##### 日帰り温泉
- 修善寺時之栖 百笑の湯 - 2024年に伊豆温泉村から修善寺時之栖に改称[21]。
- 筥湯(はこゆ)
- ねの湯 対山荘
- 宙SORA 渡月荘金龍
- 瑞の里 ○久(まるきゅう)旅館
- 民宿 福井
- 温泉大浴場 森の湯（ラフォーレ修善寺内）

##### 足湯施設
- リバーテラス杉の湯
- 河原湯

#### スポーツ施設
- 日本サイクルスポーツセンター - 自転車を中心としたレジャー施設。
  - 伊豆ベロドローム - 国内初の屋内木製250mバンク。2020年東京オリンピックの自転車競技トラック種目の会場。
- 日本競輪選手養成所 - 競輪選手を養成する国内唯一の研修施設。
- 狩野川記念公園 - 野球場、テニスコート3面。
- ラフォーレ修善寺 - 様々なスポーツ施設が整備されている総合リゾート施設。

キャンプ場
- だるま山高原キャンプ場
- CAMP BAIRD

ゴルフ場
- 伊豆国際カントリークラブ（アコーディア・ゴルフ）
- 修善寺カントリークラブ

#### 自然・施設
- 修善寺虹の郷 - 多目的な自然公園。伊豆最大の紅葉群生地。
- 修善寺梅林
  - 梅林句碑 - 市川左團次 (2代目)、尾崎紅葉、高浜虚子、中村吉右衛門
- しいたけの里 - 年間を通じて椎茸狩りが楽しめる。採った椎茸をバーベキューにして食べることができる。
- 達磨山の霧氷

#### 別荘地
- 富士見平
- 修善寺ニュータウン

#### その他
- 益山寺の大カエデ - 樹齢約900年。
- 夏目漱石詩碑
- 修善寺ハリストス正教会 - 県の文化財に指定された、美しい外観の顕栄聖堂。
- 西伊豆スカイライン

#### イベント
- 修善寺梅林 梅祭り - 1月下旬-3月上旬。
- 湯くみ式 - 「独鈷の湯」から娘が温泉をくみ出す。4月21日。
- 弘法忌 - 修禅寺開祖の弘法大師の忌日の祭り。4月21日。
- 修善寺駅前まつり - 8月2日。
- 弘法大師奉納花火大会 - 8月21日。
- 全日本バイアスロン大会 - 自転車とマラソンの複合競技。11月に開催。
- 桂谷八十八ヶ所参拝 - 四国八十八ヶ所のミニ版。11月7日-9日。

### 中伊豆地区

#### 温泉
- 白岩温泉

##### 日帰り温泉
- 縄文之御神湯（ホテルワイナリーヒル/中伊豆ワイナリーヒルズ）
- 白岩の湯
- 小川温泉共同浴場
- 希望園
- 神代の湯
- 富士陽光ホテル

#### 観光・スポーツ施設
- 中伊豆ワイナリーヒルズ - ワイナリー中心の観光施設。シダックス創業者志太勤が自費で作った。
  - 中伊豆ワイナリー シャトーT.S
  - ホテルワイナリーヒル
  - ベースボールスタジアム
  - サッカースタジアム
  - テニスコート
  - リゾートプール
  - トレーニングルーム
- 中伊豆温泉室内プール ふれっぷ
- 六仙の里公園/中伊豆グラウンド
- 伊豆大見の郷 季多楽(きたら) - 伊豆市観光協会 中伊豆支部、農産物直売所。大見城址公園脇。
- あまぎスカイアドベンチャー（天城東急リゾート）

キャンプ場
- 伊豆自然村キャンプフィールド
- 萬城の滝キャンプ場

ゴルフ場
- 伊豆スカイラインカントリー倶楽部
- 中伊豆グリーンクラブ
- 天城高原ゴルフコース（天城東急リゾート）
- 伊豆ハイツゴルフ倶楽部

#### 別荘地
- 伊豆スカイライン別荘地
- 中伊豆ニューライフヴィレッジ
- 伊豆平パールタウン
- 中伊豆スカイランド
- 東急天城高原別荘地

#### 自然
- 丸野山高原 - 天城高原の北に位置する草原で相模湾や駿河湾の眺望が楽しめる。
- 天城山原生林
- アマギツツジ - 天城山に自生し大輪の花弁を付ける。
- 万城の滝 - 裏見の滝とも呼ばれ、以前は裏側に行くと水の落下が見られた(現在は崩落の為、裏側へは立ち入り禁止）。

#### 旧跡など
- 上白岩遺跡 - 縄文時代の遺跡。完全な配石遺構として貴重。
- 大宮神社の社叢
- 白山神社の大楠
- 来宮神社の鳥居杉
- 田代城跡 - 田代信綱の居城。承久の乱で活躍。
- 大見城跡（大見城址公園）
- 大井上靖学術文献資料館 - 農学者の大井上靖。葡萄「巨峰」を創作。

#### イベント
- 万城の滝祭り - 水を大切にする心を養う祭り。8月第2日曜日。

### 天城湯ケ島地区

#### 天城峠関連
- 旧天城トンネル（天城山隧道） - 1905年開通。川端康成の『伊豆の踊子』で有名。国の重要文化財。
- 天城縦走路
- 伊豆山稜線歩道
- 八丁池 - 火口湖。全長八丁(560m)に由来。モリアオガエルの繁殖地。

#### 温泉
- 船原温泉
- 月ヶ瀬温泉
- 吉奈温泉 - 古くから子宝の湯として、善名寺と共に有名。
- 嵯峨沢温泉
- 湯ヶ島温泉
  - おちあいろう - 湯ヶ島温泉の老舗旅館。建物は国の登録有形文化財。
  - 出合い橋

##### 日帰り温泉
- 湯の国会館
- 時之栖 湯治場ほたる
- 湯ヶ島温泉 湯本館
- リブマックスリゾート天城湯ヶ島
- テルメいづみ園

#### スポーツ・文化施設
- 狩野ドーム
- 天城ふるさと広場 - 野球場、多目的グラウンド、テニスコート、キャンプ場、宿泊施設。
  - 天城ドーム - 日本初のテンション構造ドームの総合体育館。
- 天城会館

キャンプ場
- 天城ふるさと広場キャンプ場
- UFUFU VILLAGE（月ケ瀬地区）

ゴルフ場
- フジ天城ゴルフ倶楽部
- 湯ヶ島ゴルフ倶楽部

#### 自然・施設
- 道の駅伊豆月ケ瀬
- 伊豆月ヶ瀬梅林
- 行基の滝 - 吉奈温泉近くにある行基修業の滝。
- 世古峡 - 小耶馬渓とも言われる。新緑と紅葉時が美しい。
- 浄蓮の滝 - 日本の滝百選の一つ。近くにあった浄蓮寺に由来。ハイコモチシダの自生地。
  - 天城国際マス釣り場
- 昭和の森 - 1978年に昭和天皇在位50年記念に、天城峠一帯を指定。
  - 道の駅天城越え
- 滑沢渓谷 - 滑沢川が安山岩の一枚岩を流れる。井上靖の猟銃で有名。
- 天城の太郎杉 - 樹齢400年、高さ48m、目通り幹囲9.6m 五竜の滝付近。

#### 資料館
- 天城湯ケ島市民活動センター（旧・湯ヶ島小学校）
  - 天城図書館
  - 井上靖資料室
  - ジオパーク展示室「あまじお」（天城のジオ）
- 道の駅天城越え関連
  - 森林博物館
  - 伊豆半島ジオパーク天城ビジターセンター
  - 伊豆近代文学博物館
  - 昭和の森会館（道の駅天城越え内）
    - 井上靖旧邸

#### 寺社・旧跡
- 狩野城跡 - 伊豆の豪族狩野家の居城。土塁などの遺跡がある。
- 善名寺 - 日蓮宗の寺院。子宝祈願で有名。
- 明徳寺 - トイレの神様で有名。
- 弘道寺 - タウンゼント・ハリスが宿泊した寺。
- 天城神社 - 井上靖の『しろばんば』に登場。変わった狛犬、市天然記念物の椎の木など。

#### イベント
- 伊豆月ヶ瀬梅林 梅まつり - 2月中旬-3月中旬。
- 伊豆月ヶ瀬梅林 梅狩り - 例年6月。
- 天城ほたる祭り - 例年6月〜7月に開催される。
- 天城七夕祭り - 8月1日に開催される。
- 天城夏まつり - 8月11日。
- 東司祭り - 8月29日に開催される。
- 森の感謝祭 - 9月第3日曜日に開催される。

### 土肥地区

#### 金山関連
- 土肥金山 - 戦国時代に開かれた金山。全長100 km。坑道を見学可能。
- 土肥金山資料館 - 金山跡で当時の様子が等身大の人形で再現、砂金採り体験も出来る。
- 龕附天正金鉱 - 全国で唯一、女陰形金脈龕（がん）が山の神として祀られる。

#### 温泉
- 土肥温泉
  - 小土肥温泉

##### 日帰り温泉
- 弁天の湯（共同浴場）
- 馬場温泉 楠の湯（共同浴場）
- 元湯温泉（共同浴場）
- 湯茶寮マルト
- 屋形温泉（共同浴場）
- 大江戸温泉物語 土肥マリンホテル
- たたみの宿 湯の花亭
- 碧き凪ぎの宿 明治館
- 土肥温泉丸（夏季・海辺）

足湯
- 黄金の湯（無料） - 松原公園北隣。

#### 海岸・海水浴場
- 小土肥海水浴場
- 土肥海水浴場
- さざ波キャンプ場
- フィッシングパークTOI - 海上の手頃な釣り堀。
- アウトドアビレッジTHE101 - ダイビングのライセンス取得。マリンスポーツの前進基地。

#### 名所・公園
- 松原公園 - ギネス登録の世界一の花時計がある。足湯施設（黄金の湯）もある。「土肥桜まつり」会場。
- 丸山城（出城）跡
- 丸山スポーツ公園 - トイザクラの原木。
- 恋人岬 - 意中の人の名前を口しながら、鐘を3回鳴らすと成就する。

#### 寺社
- 土肥神社 - 式内社。土肥の総鎮守。大楠、木くぐり。
- 安楽寺 - 大楠。まぶ湯。
- 清雲寺
  - 日蓮上人一代記額絵 - 清雲寺本堂に畳ほどの大きさの板額絵が約90枚掲示。
- 光源寺 - 将軍足利義満が土肥の浦に漂着してその家臣が定住。その子孫は金銀を掘り当て光源寺を建立。
- 万福寺（萬福寺） - 土肥桜。
- 最福寺 - 本因坊秀和生誕地。
  - 夢の実現堂 - 3舟（勝海舟、山岡鉄舟、高橋泥舟）、良寛の書など郷土資料を展示。
- 達磨寺 - 京都の法輪寺の分院。正月に「だるま市」を開催する。

#### イベント
- 土肥桜まつり - 松原公園芝生広場。1月下旬〜2月上旬。
- 恋人岬バレンタインスペシャル - 先着214組に様々なイベント。2月14日。
- 恋人岬ホワイトデースペシャル - 先着314組に様々なイベント。3月14日。
- 金山祭り - 金山で繁栄した往時をしのぶ。7月1日。
- 土肥サマーフェスティバル海上花火大会 - 例年8月に開催。
- 土肥神社例大祭 - 神代節、土肥太鼓、やぶさめなど奉納。浜降り（仮装行列）も。10月14日-15日。
- 立木釈尊供養祭 - 景勝地富士見台にある松の立木にある釈尊像の供養祭。11月1日。

## 人物

### 著名な出身者
- 佐藤三武朗（比較文学者、作家、元日本大学国際関係学部長・佐野日本大学短期大学学長・日本大学名誉教授）[22]
- 若林つや（作家）
- 斉藤恒芳（作曲家）
- マジカル・パワー・マコ（音楽家）
- 研ナオコ（歌手・タレント）
- 市毛良枝（女優）
- ガダルカナル・タカ（タレント）
- つまみ枝豆（タレント）
- 春野恵（グラビアアイドル）
- 星あや（ファッションモデル）
- 関口伸（ナレーター・声優）
- 長谷優里奈（声優）
- 海瀬壮祐（漫画家）
- 本因坊秀和（囲碁棋士）
- 翔傑喜昭（力士）
- 野寺秀徳（自転車ロードレース選手）
- 中村光（漫画家）
- 大川吉美（洋菓子職人、実業家、 東京ラスクの社長）
- 長口宮吉（写真化学技術者）
- 砂間一良（元衆議院議員）
- 鈴木則文（映画監督）[23]
- 勝呂誉（俳優）[24]
- 潮木仁（元スカッシュ選手）[25][26][27][28][29][30]

### ゆかりの人物
- 川端康成 - 『伊豆の踊子』の執筆にあたり、天城湯ケ島地区の旅館に4年半滞在して完成させた。
- 井上靖 - 少年期を天城湯ケ島地区で過ごす。

- 三國連太郎 - 少年期を土肥地区で過ごす。
- 橋爪功-『菜の花舞台』
- 井沢満-土肥地区を舞台にしたドラマ『青春家族』（NHK）『同窓会』（日本テレビ）を2作書いている。
- 吉本隆明-土肥海水浴場で遭難。この経験を「老いの始まり」としている。
- 花登筐-土肥温泉を舞台にしたドラマ『細うで繁盛記』（よみうりテレビ、フジテレビ）を書いている。
- 軽部慈恩-考古学者。日本大学教授。山形県出身で、晩年を三島市で過ごしたが、若いころ修善寺に入り修行した[31]。

## 関係作品

### 映画・テレビドラマ
- かあちゃんと11人の子ども（1966年、松竹）
- 天城越え（1983年、松竹）
- 青春家族（1989年、NHK）
- 同窓会（1993年、日本テレビ）
- あいくるしい（2005年、TBS）

### 文学・記録・漫画
- 修禅寺物語（岡本綺堂）
- 伊豆の踊子（川端康成）
- しろばんば（井上靖）
- 天城越え（松本清張）
- かあちゃんと11人の子ども-日本一幸せな母親の記録（吉田とら）
- とうちゃんの軍事郵便（吉田貞治）
- 銭の花（花登筺）
- 伊豆恋人岬の首縊り（和久峻三）
- 伊豆恋人岬の女（斎藤澪）
- 女王蜂（横溝正史）

## 備考
- 全国地方公共団体コードの5けたの数字（検査数字を除く）は「22222」であり、全て同一数字で揃う唯一の自治体である。
- 市のテーマソングはRin'の「サイの神」。合併当初はイベントや市の宣伝CM等によって毎日のようにこの曲が流れていた。
- 1942年頃に農学者の大井上康が、中伊豆地区（旧下大見村）で巨峰を開発したため原産地とされている。市内にある市立中伊豆小学校では、大井上の子息から苗を寄贈されて育てている。

## 伊豆市の風景

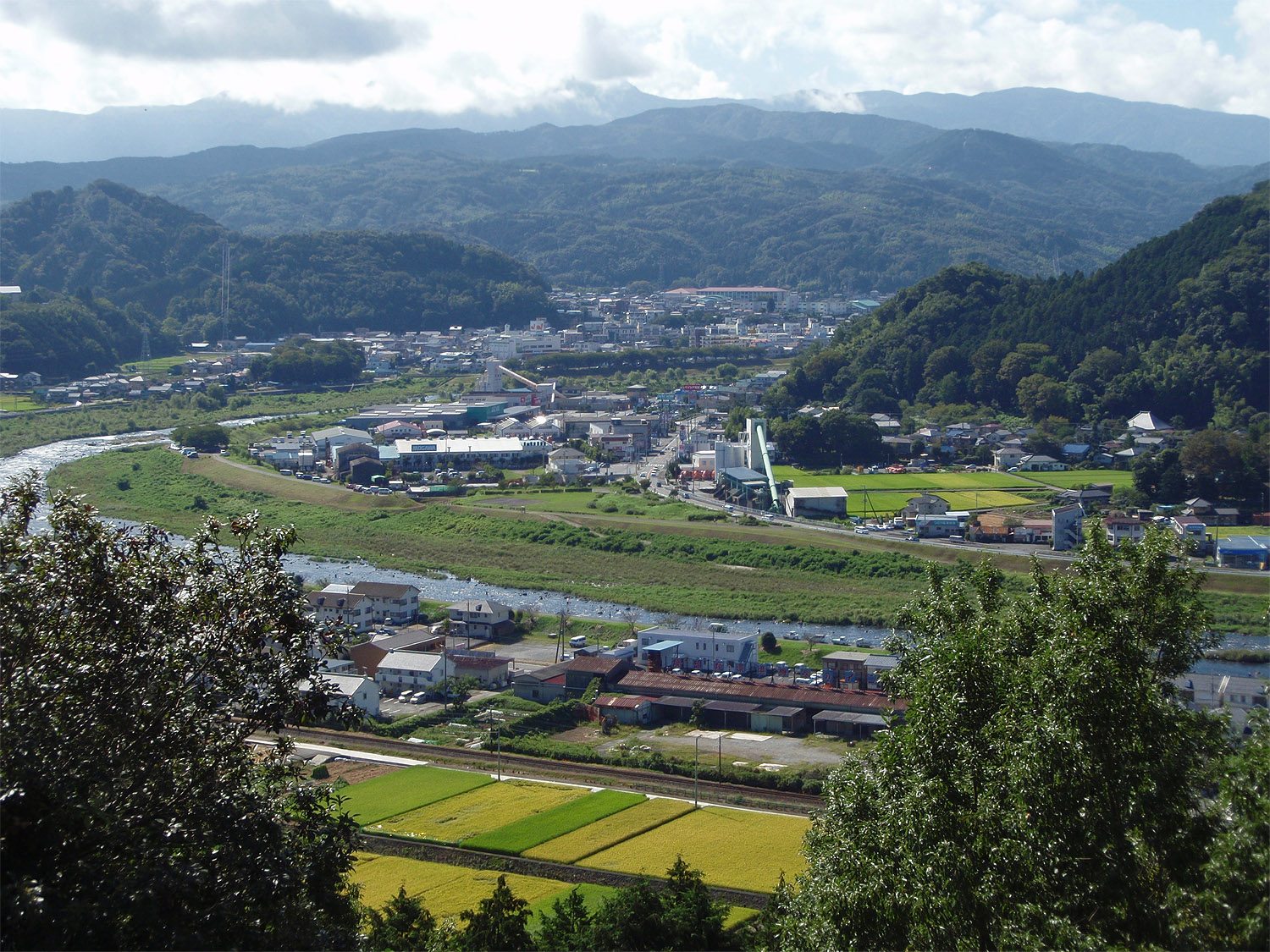
伊豆市北端部から南を望む
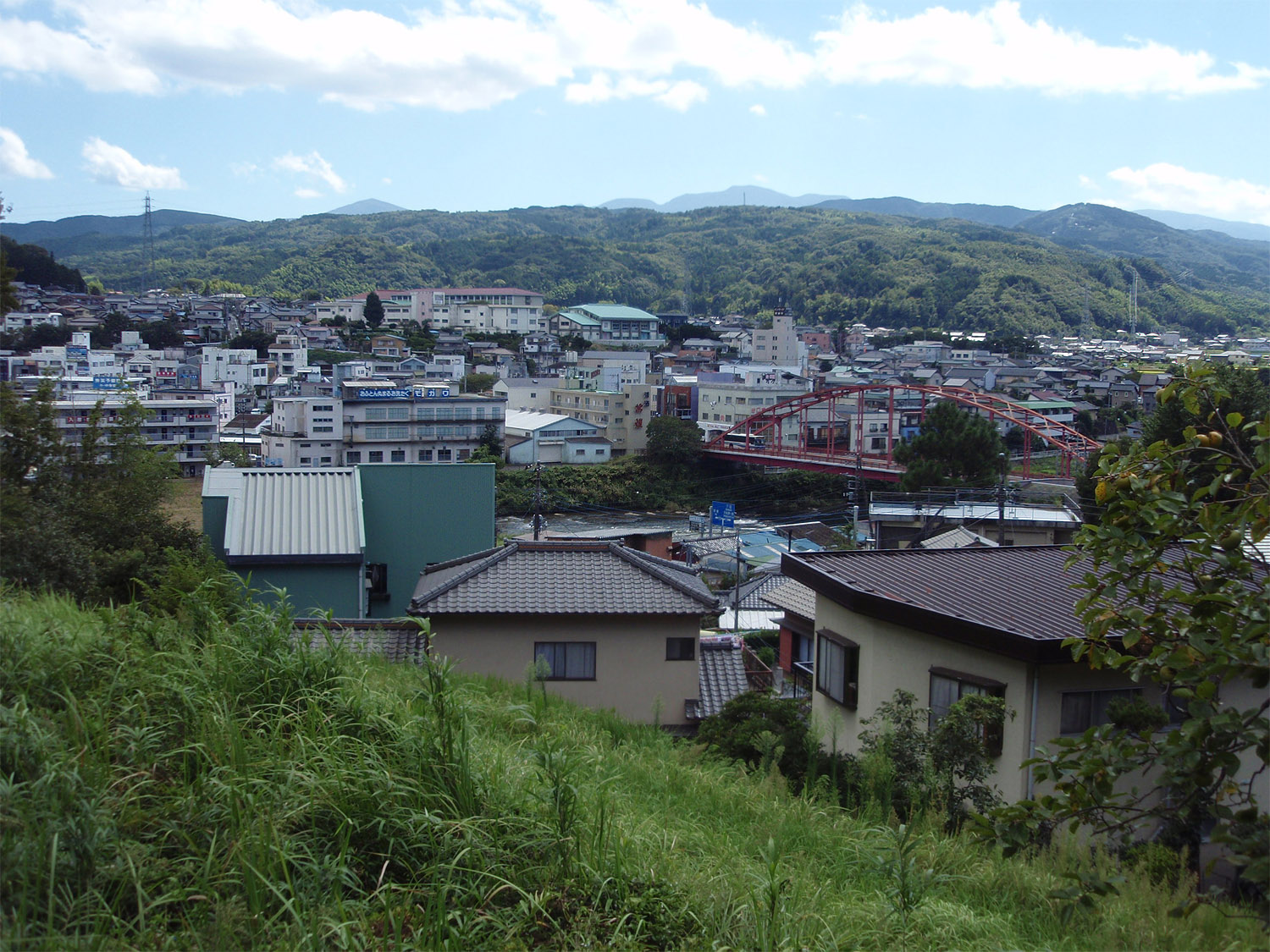
修善寺駅周辺
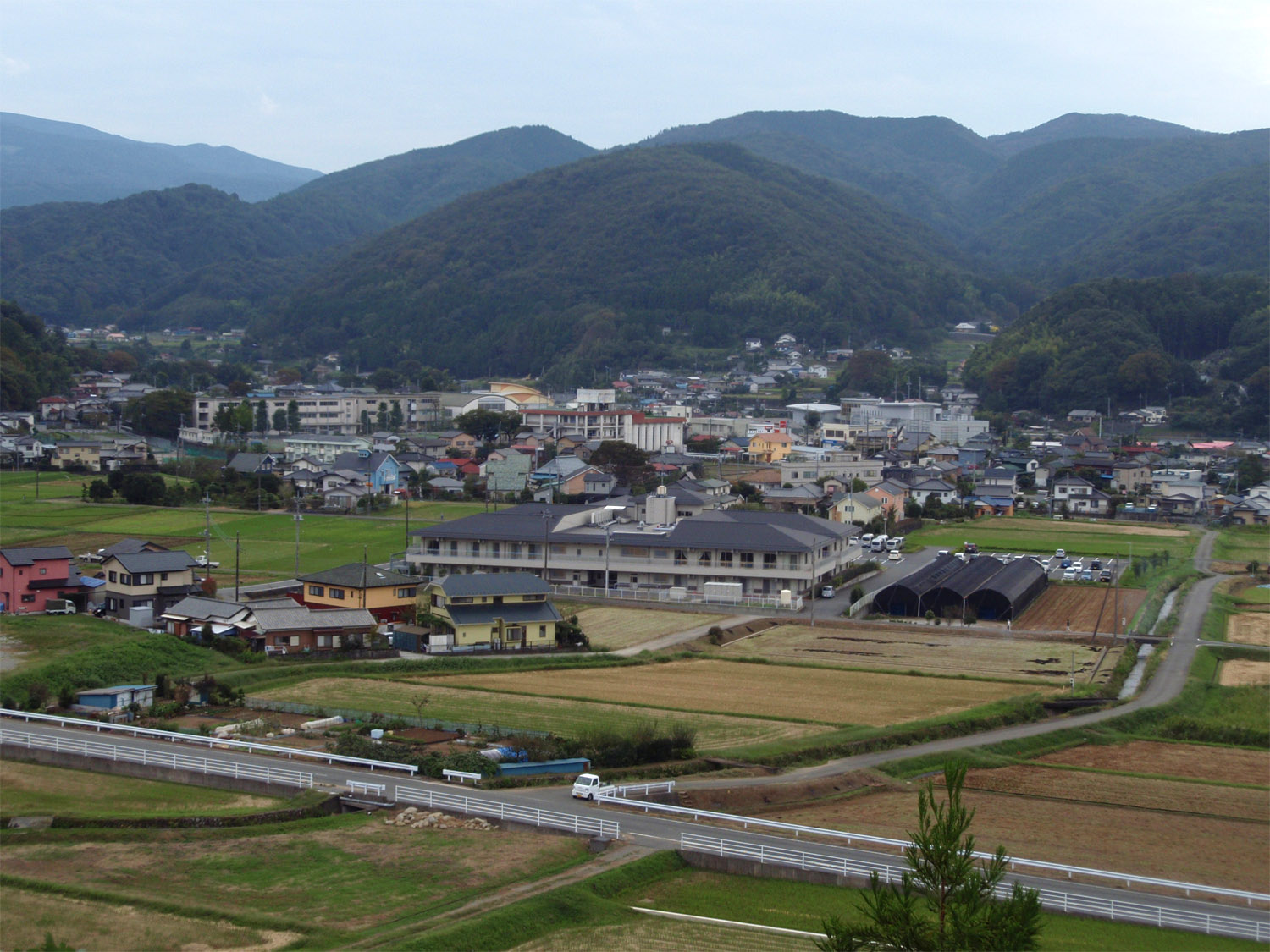
中伊豆支所がある八幡
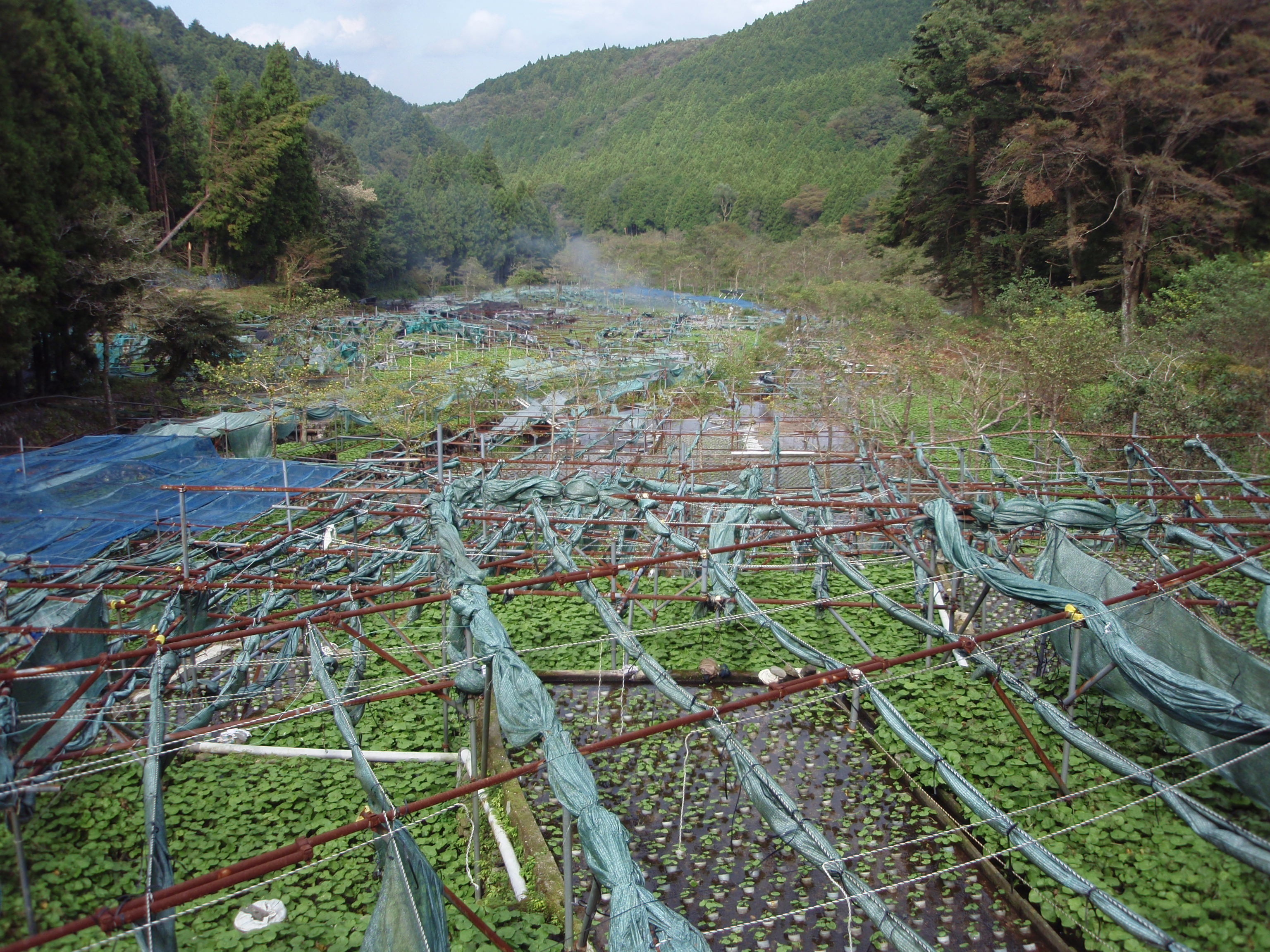
筏場のワサビ田